# スポーツのマスコットキャラクター一覧
スポーツのマスコットキャラクター一覧（スポーツのマスコットキャラクターいちらん）は、国内外のプロ・アマのスポーツ団体、スポーツ競技、スポーツ大会のマスコットキャラクターをまとめたものである。
企業のマスコットキャラクターに関してはマスコットキャラクター一覧を参照。

## 野球

### 日本野球機構
2024年現在。明記したもの以外は背番号無し。詳細は各球団の項目を参照。

#### セントラル・リーグ
読売ジャイアンツ
「ジャビット」。球団マークを正面から見たウサギの頭に見立てている。
- ジャビィ（ミスタージャビット） - 背番号333。
- ジャバ（ミスタージャビット） - 背番号555。
- ビッキー（シスタージャビット） - 背番号777。
- ツッピー
- チャピー
- おじいちゃんジャビット - 背番号1934。彼のみ、ユニフォームが「V9」時代のもの。

上記6体のほか、ミスタージャビットのいとことはとこにあたる2体がいるが（個体名不明）、主に二軍主催試合に出没するため、6体と直接絡むことはほとんどない。
- いとこ - 背番号1105（いとこから）。
- はとこ - 背番号8105（はとこから）。
- G-KING - 2006年から2010年までエンブレムに使用されたキャラクター。東京の街をバックに、バットの束を片手に持った巨人のイメージである。なお講談社の男性向け月刊誌「KING」誌の2008年4月号 - 11月号において、G-KINGの様々なポージングバリエーションを描いた球団公認企画コーナー「G-KING GRAPHIC」が連載されていた。

中日ドラゴンズ
- シャオロン - 背番号1997（登場年から）。モチーフはドラゴンズのDとディフォルメされた竜。着ぐるみはペットマークと異なりユニフォームを着ていて腕があり、目は丸っこく瞳にハイライトが入っている。
- パオロン - 背番号2000（登場年から）。モチーフは竜。体色はピンク色。
- ドアラ - 背番号1994（登場年から）。モチーフはコアラ。ドラゴンズ本拠地のある名古屋市の東山動植物園が日本で初めてコアラの飼育を始めたことに由来。体色は濃い青で眉毛があり、尻尾には野球ボールの縫い目を模した模様がある。

2003年には、ドアラの師匠といわれているゴールデンドアラが2003年9月15日 - 9月17日の対巨人戦に限り姿を現した。
阪神タイガース
モチーフはトラ。
- トラッキー - 背番号1985（登場年から。2006年までは胸番号1985、背中が「TO-LUCKY」の文字となっていたが、ユニホームの変更に伴い背番号1985が復活した）。
- ラッキー - 背番号はなく、背中に「LUCKY」の文字のみ（2006年までは胸番号1994（登場年から）もつけていたが、ユニホームの変更に伴い現在は胸番号が無くなっている）。
- キー太 - 2011年シーズンから登場。ラッキーの弟。背番号2011（登場年から）。
- コラッキー - 2025年シーズンから登場。トラッキーの弟。主にファームで活動する。
- 阪神のトラ - 阪神タイガースのロゴマークに写っている。

ヤクルトスワローズ→東京ヤクルトスワローズ
モチーフはツバメ。
- つば九郎 - 背番号2896（つばくろうから。ただし、ユニフォームを着用時のみ）。ツバメの古称「つばくろ」から命名。ラミレスとの一発芸も披露していた。2025年2月から活動休止。
- つばみ - 背番号283（つばみから。ただし、ユニフォームを着用時のみ）。
- 燕太郎（えんたろう） - 2005年から2013年まで登場。背番号102→8960（ヤクルトから。登場時から2007年までは「102」をつけていたが、2008年から102番を打撃投手が使用するようになったために「8960」に変更）。
- トルクーヤ - 上述の燕太郎に替わって2014年から2022年まで登場。背番号0698。プロレスラー風のスタイルで背中にヤクルトを背負っている。
- ヤー坊＆スーちゃん - つば九郎らの先代。デザインは燕太郎に近くスリムな体型。野球帽をかたどった傘を持っての応援パフォーマンスで人気を博した。スーちゃんのサンバイザー着用というスタイルはつばみにも受け継がれている。2004年頃よりキャンプ地の沖縄県浦添市で過ごしており浦添市のイベントなどに参加することもある。

広島東洋カープ
- スラィリー - 背番号!（感嘆符）。体色は青だが、派手な濃いピンク色のハッピースラィリー（ごくまれに現れる）も存在。デザインはハリソンエリクソン社（『セサミストリート』など）。
- カープ坊や - 背番号なし。人間の少年がモチーフ。カープのペットマーク兼マスコットキャラクター。

横浜DeNAベイスターズ
モチーフはハムスター。
- DB.スターマン - 背番号☆（1（ワン）スター）。ホッシーファミリーに飼われていたハムスターだが、星に帰って行ったホッシーファミリーに替わって2012年からベイスターズのマスコットとなった。顔の白い模様と手の平の肉球が星形をしている。キララに一目惚れしている。
- DB.キララ - 背番号☆（1（ワン）スター）。ベイスターズのチアチーム「diana（ディアーナ）」に憧れていたハマっ娘で、2013年から「diana」に一員として登場。スターマンに一目惚れされているが、彼女自身はスターマンには特に気がない模様。
- DB.ライダー - 特撮ヒーローのような風貌でバック宙などの派手なアクションをこなす。本拠地の横浜スタジアム（ハマスタ）の「守り神」として主に観戦マナーなどの啓蒙活動を行なっている。当初は球団未公認キャラクターだったが、2012年9月に正式に球団公認キャラクターとなった。同時に胸部プロテクターのデザインが野球ボールのデザインから球団を象徴する星マークをあしらった物に変わっている。2016年4月に球団との契約が終了し、再び球場の守り神となったと発表された。
- BART & CHAPY（バート アンド チャピー）- 2015年から横浜スタジアム公式戦のイニング間にスコアボードの大型画面で放映されたショートアニメに登場するI☆YOKOHAMAのシンボルキャラクター。 フィールド内にもDB.スターマン・DB.キララと共に登場する。

#### パシフィック・リーグ
北海道日本ハムファイターズ
- B☆B（ブリスキー・ザ・ベアー）- 背番号212（登場時の北海道の市町村の数から）。モチーフは熊。2017年をもってメインマスコットを下記のフレップ・ザ・フォックスに譲る。
- ポリーポラリス - 背番号はなし。モチーフはエゾリス。緑色の目が特徴。B☆Bの幼なじみの女の子。
- カビー・ザ・ベアー - 背番号337。モチーフは子供の熊。愛称は「カビー」、背ネームは「C☆B」（間違ってもシービーとは呼ばない）。一軍マスコットB・Bの年の離れた弟との設定。一軍と連動した日本初の二軍専用のマスコット。
- フレップ・ザ・フォックス - 2016年開幕直前から登場した新マスコット。北海道中を旅していたキタキツネで、たどり着いた札幌ドームでB☆Bに惚れ込み、「マスコット見習い」として弟子入りした。2018年よりメインマスコットを務める。背番号179（メインマスコット就任時の北海道の市町村の数から）。

東北楽天ゴールデンイーグルス
- クラッチ - モチーフはニホンイヌワシ。背番号10。ファンの代表としてファンのための永久欠番をつける。
- クラッチーナ - モチーフはクラッチ同様ニホンイヌワシ。ピンク色の羽毛が特徴。
- Baby-Party-Brown - 超特大ゴーヤの顔面がブラウン監督の顔（リアルな造形の作り物。頭部ごと新造した模様）になっただけのマスコット。ブラウン監督公認のマスコットキャラクターで、通称「Baby-Brown」。一応超特大ゴーヤとは別キャラらしいが、「せんとくんより気持ち悪い」との意見もあった。
- スイッチ - 2016年4月1日から登場した新マスコット。米カリフォルニア州出身のオウギワシで普段は陽気な性格だが、スイッチが入ると“別人格”になる。
- 非公認マスコット
  - Mr.カラスコ（ミスター-） - 背中に「Mr.カラスコ」。黒いユニフォームを着て、プロレスラーのような覆面をかぶっている。驚異的な運動神経を持つ。カラスの子供で、本人はワシと思っているという設定らしいが、正体は謎。
- 未公認マスコット
  - ピーマン ボン ジョルノ .カンパニー
    - Dr.ペペローネ（自称設計技師・緑の服と帽子）
    - ho.lr.ピーマン（自称営業・紫の服と帽子）
    - O.J.パプリカ（自称現場監督・黄色の服と帽子）

宮城球場の第三期改修工事を手伝うべく来訪した、イタリア出身の建築業者らしい。2006年の感謝祭に突然登場した。何者かは謎。容姿は「白雪姫」の七人の小人を思わせ、全員赤縁の眼鏡と蓄えた髭が特徴で口部分が動く構造になっている。2007年8月4日から2009年3月31日まで「栗原パプリカ親善大使」も務めた。
西武ライオンズ→埼玉西武ライオンズ
モチーフはライオン。デザインは手塚治虫。後に西武鉄道グループ全体のシンボルマークとなった。
- レオ - 『ジャングル大帝』の主人公から。背中に「ナイキ」のマーク。ただし、『ジャングル大帝』のレオと区別する手塚ファンもいる（なお、手塚治虫自身は「（レオの父）パンジャである」と語っている）。
- ライナ - レオの妹。ライオンズで考案したオリジナルキャラクターで、『ジャングル大帝』原作には登場しない。

千葉ロッテマリーンズ
- マーくん - ユニフォーム（主に「戦（ピンストライプ）」）姿、背中に「MAR-KUN」。
- リーンちゃん - 白のキャップまたはピンクのサンバイザーにピンク系のスタジャン・白またはピンクのフレアミニスカ姿。
- ズーちゃん - 前後逆に被った黒のキャップに「Marines」名入り灰色のパーカーとハーフパンツ姿。マーくんの弟。以上3羽のモチーフはカモメ。被っているキャップやバイザーは全てNew Era製。

なお、韓国プロ野球のロッテジャイアンツのマスコットはヌリ(누리)・アラ(아라)・ピニ(피니)と言い、ペットマーク同様にマーくん・リーンちゃん・ズーちゃんとほぼ同じデザインである。
- COOL（クール） - 2005年より2017年2月まで登場。モチーフはイワトビペンギン。通常は背中に「ロッテオリオンズ応援団」と書かれたオリオンズ時代のユニフォームを着用（当初、オリオンズのマスコットになろうとしていた設定の名残）。ビジターチームファンの盛り上げ役になるため、相手チームのビジターユニフォームを羽織ることが多い。マリーンズ単体のイベントではホームユニフォームのマーくんに対し黒のビジターユニフォームを着用。チーム・マイナス6%メンバーでもあるため、背中に「環境戦士COOL みんなで止めよう温暖化」の文字とマイナス6%のマーク。ミラーレンズの大型サングラスを掛けて悪役を気取るが、素顔は垂れ目のとぼけた表情である事は知る人ぞ知る事実。2007年4月にはマーくんを差し置いて「COOLだぜ!」でCDデビュー。
- 謎の魚 - 2017年5月より登場した新キャラクター。名前は「魚」としか表記されていない。2021年12月をもって引退。

オリックス・バファローズ
モチーフはバファローとレイヨウ類の一種オリックスを掛けあわせた架空の生き物。公式サイトの「八カセ動画 」においては、後述の大阪環境八カセが「時空を越えた新たな文化のプログラム」を制作するべく球団に頼まれてもいないのに勝手に造ったロボットという設定。金色の角が特徴。
- バファローブル- 背番号111。前任のネッピーの番号を受け継ぐ。
- バファローベル- 背番号222。前任のリプシーの番号を受け継ぐ。
- 1・2・3・4ゴーヤ - 2010年楽天より移籍した超特大ゴーヤが「1・2・3・4ゴーヤ」と名乗っているという設定である。珍しく自らしゃべるキャラクターである。
- 3・4・5・6・7八カセ - 1・2・3・4ゴーヤの変装したマスコットと思われしゃべる声も同じだが、本人は否定している。牛の耳と角、それに嘴らしき物のついた濃紺の仮面が特徴。公式サイトの「八カセ動画」においては、20年に及ぶ球団の歴史をデータとして記録し、それを基に時空を越えた新たな文化のプログラムを制作するため、球場の地下の資材庫にあった部品などから造られた自動解析マシンという設定になっている。2012年より「大阪環境八カセ」（略称:「大阪八カセ」）に改名。服装も変わり背番号が追加され、大阪の市外局番である「06」と背ネームに「OSAKA」がつくようになった。
- 非公認マスコット
  - バファローズ☆ポンタ- 背番号∞。Pontaを運営するロイヤリティマーケティングが2016年よりオリックスのキャップスポンサーになった事に伴い、同年5月よりSNS活動の開始やぬいぐるみがベンチ内に置かれるようになる。着ぐるみ用ユニフォームの関係で、2017年シーズンから当該キャラクターがホームゲームに登場するようになった。2019年シーズンまでの名称は「バファローズポンタ」。

福岡ダイエーホークス→福岡ソフトバンクホークス
モチーフは鷹。ホークファミリーという一家を構成している。
- ハリーホーク - 背番号100。
- ハーキュリーホーク - 背番号200。
- ハニーホーク - 背番号082。
  - 他に、ホンキー&ヘレン（ハリーの叔父夫婦）、ハック、リック、ホック（ハリーの甥の3兄弟）の家族がいる。
- ふうさん - 2015年5月より登場。ホークスが勝利した際にファンが飛ばす白いジェット風船がモチーフ。
- ひな丸 - 2016年より登場。二軍本拠地のHAWKSベースボールパーク筑後のマスコット。
- 鷹観音海
- 有鷹ひな
  - 球団公式VTuber。キャラクターデザインはtiv。2020年11月9日デビュー[1]。
- また平和台球場時代には、ハリーの兄一家であるホーマーホーク（背番号100）とその妻子のハピー、ハーウィー、ヘーゼルが存在した。ホーマー一家のデザインはロス五輪のマスコット・イーグルサムをデザインしたロバート・ムーアが担当しており、そのデザインラインを継承する形でハリーたちが制作されている。

#### 過去のチーム
横浜大洋ホエールズ（横浜DeNAベイスターズの前身）
- マリンくん（イラストのみ、2016年DeNAベイスターズ5周年を記念しロゴを一部変更して期間限定で復活。）

横浜ベイスターズ（同上）
モチーフは星（☆型）。
- ホッシー - 背番号1993（登場年から）。
- ホッシーゾ - 背番号1993（登場年から）。
- ホッシーナ - 背番号1993（登場年から）。

この他、球場には2002年から2011年までの関連会社であるTBSテレビのマスコット・BooBoとTBSラジオ エキサイトベースボールのマスコット・エキベ〜も登場した。また、悪役マスコット「ブラックホッシー（サングラスをかけておりその下の目は血走っている。背中には背番号の代わりに「マスコット命」の文字）」も2003年途中から2004年シーズン終了まで登場していたが、スーツアクターの移籍により消滅。
湘南シーレックス（ベイスターズ二軍の2000年〜2010年の名称）
モチーフは海の生き物たち。
- レック - 背番号01。ポジションは投手。

他に15人の仲間（ベンチメンバーの人数にちなむ・全員ポジションも設定されている）がいるが、着ぐるみとして登場するのはレックのみ。
日本ハムファイターズ（東京ドーム時代）
- ファイティー - 背番号100。モチーフはプテラノドン。1993年にデビューし、名前は公募で決められた。2005年8月に引退式が行われ、B☆Bとの交代を完了させている。
- ギョロタン - 背番号0（初期のみ）。モチーフは燃える火の玉のイメージで、名前は「ギョロ目の舌吉（タンキチ）」の略。初期の着ぐるみの瞳の部分は「ポンキッキ」のムックのように自由に動く構造になっていた。マスコット黎明期のキャラクターとして、ブレービー共々特に子供ファンに人気を博した。当時の動画によると動きのキレのよさは現マスコットのB☆Bと双璧。自転車が得意で、晩年にはスクーターで走る事も多かった。また、東京時代最後の試合などではファイティーとの共演も果たしている。
- ファイトくん - 1988年の東京ドームへの本拠地移転に合わせてペットマークと同時に登場。翼をつけたキューピッドを思わせる愛らしい容貌の戦士で、バットを持ち野球ヘルメットをつけた1頭身のスタイル。後述の動物の着ぐるみ数体と共に球場を盛り上げた。
- このほか、ファイティー登場までの間にはファイターズのユニフォームを着た名称不明のキャラクターが数キャラほど登場しており（普通の動物の着ぐるみもあった）、外野スタンドにも姿を見せていた。

阪急ブレーブス→オリックス・ブレーブス（オリックス・バファローズの前身）
- ブレービー - 背番号100。モチーフは鳥のイメージ。ギョロタンと並ぶプロ野球マスコットの元祖。島野修が同球団の戦力外通告を受けて引退した直後にスーツアクターとして演じていたことでも知られていた。
- 勇太 - ブレービーの子供として、阪急ブレーブスとしては最終シーズンにあたる1988年に限って登場。ブレーブスの帽子をかぶっている。

近鉄バファローズ→大阪近鉄バファローズ
モチーフは牛。デザインはハンナ・バーベラ・プロダクション（『トムとジェリー』『チキチキマシン猛レース』など）。
- バフィリード - 愛称バフィ、背番号100。
- ファルルリーナ - 愛称ファルル、背番号200。
- バルバロック - 愛称バル。ユニフォームタイプは無し。
- カペロット - 愛称カペロ。ユニフォームタイプは無かったが、イベントに依りハッピの着用はあった。
なお、バフィリードの著作権は2013年現在もオリックス・バファローズが保有している。
- バッファ君 - 1996年まで（着ぐるみの登場年は不明）。同年藤井寺球場でのファン感謝デーではバフィと共演、マスコット移行式を執り行った。

オリックス・ブルーウェーブ→オリックス・バファローズ
二体のデザインは松下進。
- ネッピー - 背番号111。モチーフは海神ネプチューン。一人前の神様になるために修行中という設定。先述の島野修が配役を引き継いだようにブレービーの後継で、1999年シーズンを以てスーツアクター業を引退した。
- リプシー - 背番号222。モチーフは海賊の娘。1999年から登場。遭難しかけた所をネッピーに助けられて友達になったという設定。
  - 上記2体は2010年限りで勇退。

サーパス神戸→サーパス（オリックス二軍の2000年〜2005年（サーパス神戸）・2006年〜2008年（サーパス）の名称）
モチーフはフェニックス。
- サマー - 背番号384（サーパスから）。2007年4月1日に結婚 。プロ野球のマスコットが結婚するのは史上初。
- シルキー - サマーの妻（上述のとおりサマーと結婚）。2007年から登場。
  - 2008年シーズンをもって穴吹工務店がスポンサーを撤退したため降板。現在では香川ファイブアローズのマスコットを務める。

東北楽天ゴールデンイーグルス
非公認（?）マスコット
- 超特大ゴーヤ - 2009年春季キャンプから現れた球界初のしゃべるマスコット。中の人は上記の「Mr.カラスコ」と同一人物という噂があるが詳細は不明。2010年にオリックス・バファローズに移籍（サンケイスポーツ2010年3月6日号より）。

#### 日本生命セ・パ交流戦
- セカパカくん - モチーフはアルパカ。2012年より登場した大会公式キャラクター。野球が大好きなコンビで両リーグの連盟旗の色（セ・リーグは緑、パ・リーグは青）のユニフォームを着ており、緑が「セカくん」、青が「パカくん」である。また帽子の前面と左胸にそれぞれ「セ」「パ」の文字が書かれており、背中も背番号の代わりに「CEKA」「PAKA」の背ネームと「セ」「パ」の文字が書かれている。

#### オールスターゲーム
- シャイニングスターズ - 三洋電機が大会スポンサーだった1988年 - 2006年に存在した黄色い星の形をしたキャラクター。セ・リーグ連盟マークの帽子をかぶりバットを持った「うっ太」とパ・リーグ連盟マークの帽子をかぶりグラブをつけた「なげ太」のコンビで、公式イラストでは2体が肩を組んだ様子が描かれている。着ぐるみも存在したようだが、あまり存在が知られていないレアなキャラクターである。

#### ファーム専属チーム
オイシックス新潟
- アルファくん - モチーフは白鳥。BCリーグ時代の2009年登場

### 野球独立リーグ

#### ベースボール・チャレンジ・リーグ
信濃グランセローズ
- グラッツェ - モチーフはカモシカ。

群馬ダイヤモンドペガサス
- 球馬（きゅうま） - モチーフは白い天馬。癒やし系。
- 雷馬（らいま） - モチーフは黒い天馬。いたずら好き。

埼玉武蔵ヒートベアーズ
- MB（エンビー） - 強くたくましい熊の男の子。野球少年のヒーローのようなイメージ。
- MBna（エンビーナ） - チアリーダーで、愛くるしい笑顔を振りまく皆に愛されるアイドル的存在のイメージ。

神奈川フューチャードリームス
- 未来くん - メジャーリーガーになることを夢見る男の子
- 夢子ちゃん - 野球選手になることを夢見る女の子

福島レッドホープス
※「福島ホープス」時代のキャラクターについては「過去のチーム」節を参照。
- REX - キビタキをモチーフとして、ユニホームをまとっている[2]。「やんちゃ坊主」「クセが強い」「でも優しい」とされ、「好きな物」はジャックダニエル[3]。名称は、球団名・「フェニックス」・「MAX」を組み合わせた「REDフェニックスMAX」を略したと説明されている[4]。

山梨ファイアーウィンズ
- 炎獅丸（えんじまる） - 武田信玄の兜をモチーフにした頭部を持つ[5]。

以下のチームはマスコット未定
- 栃木ゴールデンブレーブス
- 茨城アストロプラネッツ - 初年度から2021年シーズンまでは「アストロマン」というマスコットがいたが、2021年シーズン終了後に「自由契約により退団」となった[6]。後任マスコットは公募により決定とされたが[7]、以後の発表はない。2022年3月6日に、アストロマンは茨城球団と再契約の上、プロレスラーに挑戦すると発表された[8]。
- 千葉スカイセイラーズ ※準加盟球団

#### 日本海リーグ
富山GRNサンダーバーズ
- ライティー - モチーフは雷鳥。

石川ミリオンスターズ
- スタ坊 - モチーフは星。

#### 四国アイランドリーグplus
アイランドリーグマスコット
- 名称不明 - マンタと言うエイの仲間がモチーフ。上から見ると野球のダイヤモンドの形に見える。公式イラストではユニフォーム姿で王冠をかぶり、バットを構えている。

愛媛マンダリンパイレーツ
- マッピー - みかんの顔に愛媛古来の水軍のコスチューム。みかんの蔕が髷になっている。
- ひめピー - ニホンカワウソをモチーフとした女子という設定。2017年登場[9]。

香川オリーブガイナーズ
- ガイナくん - オリーブの樹の妖精。公式イラストでは木の棍棒風のバットを担ぎ、力強いイメージを表現。

高知ファイティングドッグス
- ドッキー- モチーフは土佐闘犬。

徳島インディゴソックス
- インディー - モチーフはすばやく動く蜘蛛。

#### 関西独立リーグ
大阪ゼロロクブルズ
- BUBBA（ブーバー） - 牛がモチーフで、由来は「ブルズ」と「バッファロー」[10]。

兵庫ブレイバーズ
- モーダくん - ブランド牛「三田牛」がモチーフ。

堺シュライクス
- ライパチ - モズがモチーフ。Twitterでは「ライパチくん」を名乗る[11]。

和歌山ウェイブス（マスコットではなく「イメージキャラクター」としている）
- ウェイビー - シャチがモチーフ[13]。

姫路イーグレッターズ
- イグ丸[14]

以下のチームはマスコット未定。
- 淡路島ウォリアーズ ※2025年からは準加盟球団

#### 九州アジアリーグ
火の国サラマンダーズ
- さら丸 - トカゲをモチーフとし、戦闘時にはドラゴンに変身する設定[15][16]。
- さら美 - 「さら丸の恋人」という設定で、2023年7月に登場[17]。

北九州下関フェニックス
- フェニーくん - フェニックスがモチーフ。

大分B-リングス
- リンビーぶんパチ - 働き蜂がモチーフ。

以下のチームはマスコット未定。
- 宮崎サンシャインズ[注 1]
- 佐賀アジアドリームズ ※準加盟球団

#### 北海道フロンティアリーグ
美唄ブラックダイヤモンズ
- ラジェット[19]

石狩レッドフェニックス
- フェニックス君[20]

KAMIKAWA・士別サムライブレイズ
- サム坊[21] - チームのユニフォームをまとったヒツジ[22]。

#### 北海道ベースボールリーグ
富良野ブルーリッジ
- リッジくん - ミヤマクワガタで、デザインは球団顧問の絵本作家・あべ弘士[23][24]。

旭川ビースターズ
- ビスポくん - 旭川市旭山動物園のカバをモチーフとし、野球のユニフォームをまとっている[25]。背番号は89番[25]。

#### 過去のチーム
長崎セインツ（四国・九州アイランドリーグ）
- VENUS（ヴィーナス） - アメリカ独立リーグ、セントポール・セインツのマスコット「マドンナ」の妹。

福岡レッドワーブラーズ（四国・九州アイランドリーグ）
- レッピー - モチーフは赤い「鶯」

福井ミラクルエレファンツ（福井ネクサスエレファンツの前身、ベースボール・チャレンジ・リーグ）
- パオタロウ - モチーフは象、背番号は291（ふくい）番

福井ワイルドラプターズ（福井ネクサスエレファンツの前身、ベースボール・チャレンジ・リーグ）
- ワイルドラプターJr - 恐竜。球団名の由来が福井県で発見されたフクイラプトルである。

福井ネクサスエレファンツ（日本海オセアンリーグ）
- ネクぞうくん - 野球のユニフォームを着た象[26]。

滋賀ユナイテッドベースボールクラブ（オセアン滋賀ブラックスの前身、ベースボール・チャレンジ・リーグ）
- ユナ丸 - 忍者の姿をしたダルマ。「立派だるま忍者に成長しチームのマスコットを卒業」として2019年シーズン限りで交代。

滋賀GOブラックス（旧オセアン滋賀ブラックス、ベースボール・チャレンジ・リーグ→日本海オセアンリーグ）
- クロ丸 - 忍者の姿をしたダルマ。「滋賀ユナイテッドベースボールクラブ」時代の「ユナ丸」に代わり、2020年より就任（姿はほぼ同じ）。

大阪ゴールドビリケーンズ（初代関西→JFBL）
- チビケーン（または「ちびけーん」） - 通天閣のビリケンがモチーフ

神戸9クルーズ（初代関西）
- CapTen・ガーリー - 鴎がモチーフ

明石レッドソルジャーズ（初代関西）
- ソルちゃん - 戦士がモチーフ、ヘルメットは明石のタコをあしらう

紀州レンジャーズ（初代関西）
- 紀ノ國戦隊紀州レンジャー - 和歌山のご当地レンジャーがそのままマスコットに

ソウル・ヘチ（初代関西）
- HEACH（ヘチ） - 韓国の伝説上の動物がモチーフ

三重スリーアローズ（JFBL→四国アイランドリーグplus）
- みつやくん - 6月16日デザイン発表。7月2日津球場での試合で着ぐるみお披露目。「笑っていいとも」出演の際「松坂エビ太郎」と名づけられるも不評につき取り下げ、改めて募集し「みつやくん」と決定（松阪ではない）。

福島ホープス（福島レッドホープスの前身、ベースボール・チャレンジ・リーグ）
- キーボー - 福島県の鳥キビタキがモチーフ。5月20日生まれの16歳。性格は前向きで行動派。名前の由来はHOPESの「希望」から。
- ノゾミン - 同じくキビタキがモチーフ。6月24日生まれの12歳。性格は明るく活発。名前の由来はHOPESの「望み」から。

和歌山ファイティングバーズ(和歌山ウェイブスの前身)
- 鳥和歌丸 - 軍鶏がモチーフ。

奈井江・空知ストレーツ（北海道ベースボールリーグ）
- まなお - 野球のユニフォームを着た犬の姿をしている[27]。

### 日本女子プロ野球機構
現在は活動していない
京都アストドリームス→京都フローラ
- 古都美（ことみ）ちゃん - 京都生まれの樹齢200年を超える桜の妖精。
- フローラちゃん

兵庫スイングスマイリーズ→愛知ディオーネ
- スインビットちゃん - うさぎがモチーフ。神戸生まれのお嬢様で男の子ばかり9人兄弟の紅一点で末っ子。
- ディオーネちゃん

大阪ブレイビーハニーズ→レイア
- ハニー - ミツバチがモチーフ。背番号821。
- レイアちゃん

埼玉アストライア
- アストライアちゃん

### プロ野球マスターズリーグ
マスコットの扱いはあまり大きくなく、チームのロゴや一部のグッズに現れるのみで、札幌の「ビーシャ」以外は名前すら明らかにされていない。
札幌アンビシャス
- ビーシャ - ハリネズミがモチーフ。

東京ドリームス
- 名称不明。カンガルーがモチーフ。

名古屋80D'sers
- 名称不明。カメがモチーフ。チーム名の元になった名古屋弁「やっとかめ」（久しぶり）から。

大阪ロマンズ
- 名称不明。羽の生えたユニコーンがモチーフ。

福岡ドンタクズ
- 名称不明。ゴリラがモチーフ。

### 社会人野球
茨城ゴールデンゴールズ
- 丼丼（どんどん）- パンダをモチーフ。デザインは糸井重里。

新日鐵住金かずさマジック
- マジッキー - 西遊記の孫悟空がモチーフ。孫悟空が天竺から長安への帰還後、天に昇って「闘戦勝仏」になったという言い伝えから、孫悟空の末裔を自称する。普段は鹿野山に住んでおり、新日鐵住金かずさマジックの試合がある時に山から下りてくる設定になっている。

セガサミー硬式野球部
- セガサミー・ルーター - 地球では「流れ星」「願い星」と呼ばれる星からやってきた男の子。
- セガサミー・ヴィッキー - ルーターと同い年のガールフレンド

ENEOS野球部
- エネゴリ - 詳細は当該項を参照。

東芝野球部
- アレウス君 - 2009年に東芝野球部に「ブレイブ・アレウス」という愛称がついたのを機に登場。「アレウス」はギリシア神話のアレースに由来する。

日本新薬硬式野球部
- しんやくん - 幸福を呼ぶふくろうがモチーフ。
- ペン太くん - ペンギンがモチーフ。

パナソニック
- ガンバラナイト - 騎士がモチーフで赤・青・黄の3人。元々はバスケットボール部「パナソニックトライアンズ」のキャラクター。

### 日本野球関連その他
- ねったまくん（ABC朝日放送・全国高等学校野球選手権大会）

### 北米メジャーリーグ

#### ナショナルリーグ
東地区
- アトランタ・ブレーブス
  - ブルーパー
- マイアミ・マーリンズ
  - ビリー・ザ・マーリン - モチーフはカジキ。名前の由来はヤンキースのビリー・マーティン、球団の公式サイトに詳しいプロフィールが掲載されている。
- ニューヨーク・メッツ
  - ミスター・メッツ - 頭がボールのキャラクター
  - ミス・メッツ - 頭がボールのキャラクター。女性マスコット。
- フィラデルフィア・フィリーズ
  - フィリー・ファナティック
- ワシントン・ナショナルズ
  - スクリーチ - モチーフはハクトウワシ。
  - レーシング・プレジデンツ - モチーフは歴代大統領の6人組、本拠地での4回表終了後にレースを行う。

中地区
- シカゴ・カブス
  - クラーク - モチーフは熊。
- シンシナティ・レッズ
  - ミスター・レッドレッグス - 頭がボール。
  - ロージー・レッド- 頭がボール。女性マスコット。
  - ギャッパー - 赤いモンスター。
- ミルウォーキー・ブルワーズ
  - バーニー・ブルワー - 金髪に緑の瞳をしたビール醸造所のおじさん。
  - クレメンツ・レーシング・ソーセージズ - モチーフはソーセージの5人組、本拠地での6回表裏終了後にレースを行う。
- ピッツバーグ・パイレーツ
  - パイレートパロット - モチーフはオウム。
- セントルイス・カージナルス
  - フレッドバード - モチーフはミズーリ州の鳥である紅冠鳥。

西地区
- アリゾナ・ダイヤモンドバックス
  - バクスター・ザ・ボブキャット - モチーフはボブキャット（アカオオヤマネコ）。
- コロラド・ロッキーズ
  - ディンガー（恐竜・トリケラトプスに近い）球場建設中に恐竜の化石が発見された事に因む。
- サンディエゴ・パドレス
  - スウィンギング・フライヤー
  - ザ・チキン（サンディエゴ・チキン）※

※正確には、キャラクターの版権を球団が保持しておらず、出演を依頼する形になっている。
- サンフランシスコ・ジャイアンツ
  - ルー・シール - モチーフはアザラシ。フルネームはルイージ・フランシスコ・シールという。

#### アメリカンリーグ
東地区
- ボルチモア・オリオールズ
  - ザ・オリオール・バード
- ボストン・レッドソックス
  - ウォーリー - グリーンモンスターのおばけ。
  - テッシー - ウォーリーの妹。
- タンパベイ・レイズ
  - レイモンド（メキシコ湾でイトマキエイと友達だったという架空の青い動物）
  - DJキティ - モチーフは猫。
- トロント・ブルージェイズ
  - エース - モチーフはチーム名の由来でもあるアオカケス。
  - ジュニア - エースの弟。

中地区
- シカゴ・ホワイトソックス
  - サウスポー
- クリーブランド・ガーディアンズ
  - スライダー - ピンク色の架空の生物。球団の各種イベント、公共のものから個人のパーティーまで幅広く活動している。
  - ワフー酋長 - ガーディアンズがクリーブランド・インディアンスだった時代のマスコットで、モチーフはインディアン。人種差別的だとして使用停止。
- デトロイト・タイガース
  - パウズ - モチーフは虎。
- カンザスシティ・ロイヤルズ
  - スラッガー - モチーフはライオン。
- ミネソタ・ツインズ
  - T.C.ベアー  - モチーフは熊。

西地区
- ヒューストン・アストロズ
  - オービット - モチーフは宇宙人。1999年に一度引退するも、2013年に再びマスコットに。
- ロサンゼルス・エンゼルス
  - ラリー・モンキー - 非公式だが、チームの守護神となっている。
- オークランド・アスレチックス
  - ストンパー - モチーフは象。自分のホームページを持ち、日記も書いている。
- シアトル・マリナーズ
  - マリナー・ムース - モチーフはヘラジカ。
- テキサス・レンジャーズ
  - レンジャーズ・キャプテン - モチーフは馬。

### 韓国野球委員会

#### KBOリーグ
- 斗山ベアーズ[28]
  - チョルンイ(철웅이) - 鉄の熊の意
- LGツインズ[29]
  - ロッキ(럭기) - 双子の兄
  - スター(스타) - 双子の弟
- 起亜タイガース
  - ホゴリ(호걸이)
- サムスン・ライオンズ
  - ブレオ(브레오)
- ロッテ・ジャイアンツ
  - ヌリ(누리)
  - アラ(아라)
  - ピニ(피니)
- ハンファ・イーグルス
  - ウィニ(위니)
  - スリ(수리)
- キウム・ヒーローズ
  - トクトリ(턱돌이)
- NCダイノス
  - タンディ(단디)
- KTウィズ
  - ビク(빅)
  - トリ(또리)
- SSGランダース
  - ランディ(랜디) - モチーフはカネコルソ

#### 過去のチーム
- SKワイバーンズ
  - アテナ(아테나)
  - ワウル(와울) - モチーフはフクロウ

## ソフトボール

### JDリーグ
ホンダリヴェルタ
- 力夢（りむ）

ビックカメラ高崎ビークイーン
- ニュフンワン - モチーフは蜂。

太陽誘電ソルフィーユ
- ソルフィー - モチーフはライオン。

戸田中央メディックス埼玉
- ガブリー - モチーフはワニ。

日立サンディーバ
- ViVi（ビビ） - モチーフは猫。

大垣ミナモ
- ミナモ - 元々はぎふ清流国体・清流大会のマスコット。

デンソーブライトペガサス
- ペガ子 - モチーフは天馬。

トヨタレッドテリアーズ
- ルーキー - モチーフは犬。

東海理化チェリーブロッサムズ
- リッピー - モチーフは犬。

日本精工ブレイブベアリーズ
- ベアリー - モチーフは鶯。

シオノギレインボーストークス兵庫
- （愛称不明） - モチーフはコウノトリ。

### 過去のチーム
レオパレス21ソフトボールチーム（ドリームワールド女子ソフトボール部の前身）
- （愛称不明） - モチーフは豹。

ドリームワールド女子ソフトボール部（ドリームシトリン女子ソフトボールチームの前身）
- （愛称不明） - モチーフはパンダ。

## サッカー

### Jリーグ
詳細は各チームの項目を参照。明記したもの以外は背番号はない。

#### マスコット
日本プロサッカーリーグ（Jリーグ）
- Jリーグキング - サッカーボールがモチーフ。Jリーグ開幕当初は「J-boy」と呼ばれていた。一時期は出番を失っていたが2016年より事実上の再登場。

北海道コンサドーレ札幌
- ドーレくん - モチーフはシマフクロウ。

ヴァンラーレ八戸
- ヴァン太 - モチーフは地元の八戸市にて水揚げの盛んなスルメイカ。2014年のJFL参入時に登場し、2015年に立体化。背番号は2024年まで888、2025年より8000（ユニフォームスポンサーの陸奥八仙にあやかったため）[30]。

ベガルタ仙台
モチーフはイヌワシ。
- ベガッ太 - マスコット総選挙で2度の優勝。
- ルターナ - 生き別れていたベガッ太の妹。名前は一般公募で決定[31]。

ブラウブリッツ秋田
- ブラウゴン - モチーフはドラゴン。語尾に「ゴン」をつけるのが口癖。2011年3月に、秋田市の小学校4年（当時）がデザインした原案をもとに同市のクリエーター今野仁が完成版を手掛けた。「原案では体の色が赤だったが、チーム名のブラウブリッツ（青い稲妻）にちなみ、青にした。角はBBの形。表情は愛らしくした」と語った。背番号00。

モンテディオ山形
- ディーオ - モチーフはカモシカ。2006年に誕生し、2008年に立体化した。
- モンテス- モチーフは出羽三山が合体してできた巨大でユーモラスな山の神。2006年に誕生。2008年現在、遊具として登場。

福島ユナイテッドFC
- 福嶋火之助（ふくのしま ひのすけ） - モチーフは不死鳥。名前は一般公募で決定。

鹿島アントラーズ
モチーフは鹿島神宮の鹿。
- しかお - 背番号12。
- しかこ - 1997年、しかおと結婚。
- アントン - しかおとしかこの間に生まれた子供。1999年に誕生。

水戸ホーリーホック
- ホーリーくん - モチーフは竜。当初はイラストのみであったが、サポーターのカンパなどにより立体化された。背番号310（みと）。

栃木SC
- トッキー - モチーフは猿。2011年に登場。

栃木シティFC
- トチモ - モチーフはカモ。

ザスパクサツ群馬
- 湯友（ゆうと） - モチーフは獅子。遠い神の国から練習場に現れたという設定。地元の専門学校生がデザイン。2005年に誕生、2006年に立体化した。背番号932（くさつ）。
- ザスパンダ - モチーフはパンダ。2024年に誕生。背番号12。

浦和レッドダイヤモンズ
旧クラブ名「三菱浦和フットボールクラブ」の頭文字「MUFC」を縦に並べた形から作られた架空の動物。クラブの方針により登場はゴールデンウイークやJリーグマスコット総選挙のようなイベントに限られている。
- レディア - 1992年誕生。背番号17（"ベンチ入りメンバー16人の次"という意味で付けられた）。
- フレンディア - 1997年1月26日にレディアと結婚。名前は一般公募で決定。
- シャーレくん - 2006年12月2日誕生の長男。ディアラちゃんと双子。名前は一般公募で決定。
- ディアラちゃん - 2006年12月2日誕生の長女。シャーレくんと双子。名前は一般公募で決定。

大宮アルディージャ
- アルディ - モチーフは大宮市（現:さいたま市）のマスコットだったリス。背番号12。
- ミーヤ - アルディのガールフレンド。2005年3月8日生。

ジェフユナイテッド市原・千葉
- ジェフィ- 背番号2。
- ユニティ - 背番号9。ジェフィの弟。
- みなちゃん - 背番号12。6月11日生（生年は秘密）

ジェフィとユニティは兄弟の秋田犬という設定。2011年に登場したみなちゃんは女の子の白い犬で谷川岳の麓出身。
柏レイソル
- レイくん - モチーフはクラブ名からイメージした太陽の王子。背番号0。

FC東京
- 東京ドロンパ - モチーフはタヌキ。2009年に誕生。背番号1068。

東京ヴェルディ
- ヴェルディくん - モチーフはコンドル。背番号1969。2020年をもってメインマスコットをリヴェルンに譲り、名誉マスコットに就任。
- リヴェルン - モチーフは始祖鳥。2020年に誕生[32]。

FC町田ゼルビア
- ゼルビー - モチーフは町田市の鳥であるカワセミ。ウサギがモチーフのA案、カワセミがモチーフのB案、タヌキがモチーフのC案、ゼルビア（Zelvia）の頭文字のZをモチーフにした架空のキャラのD案の4候補のキャラクター案の中から投票でB案が選ばれた。背番号12。

川崎フロンターレ
- ふろん太 - 1999年3月14日に誕生。モチーフはイルカ。2008年にはアニメキャラクターとしてフロンタ、フロンパ、フロンマ、フーラン、ワルンタなどが登場した。
- カブレラ - モチーフはカブ。2005年からピーカブーとしてホームゲームに登場。元々はフロンターレのスポンサーの一つであるSMBC日興証券に所属する企業マスコット。2014年までという条件付きで契約したものの、期間中の2008年に本来の活動である肝心の同名サービスが終了してしまい、それ以降は契約期間の限界まで天皇杯を除いたホームゲームに登場していた。契約終了した年にマスコットの権利がフロンターレに委譲され、カラーリング・フォルムを変更した上でカブレラと名を改め、公式マスコットとなった。
- ワルンタ - もともとはマナー啓発のための人形劇に登場する悪役だったが、2011年に立体化。たまにしか登場せず、やる気に欠けたふてぶてしい態度を取る。
- メーカブー - 2023年4月23日に登場したカブレラと後述のたかたのゆめちゃんとの間に産まれた子供。カブレラとたかたのゆめちゃんが同時に参加する時にに限って登場する。

横浜F・マリノス
モチーフはカモメ。
- マリノス君 - 背番号0。
- マリノスケ - 2000年に誕生。小学館と共同開発。マリノス君の甥っ子。横浜に住む小学5年生という設定。背番号00。
- マリン - マリノス君の姪っ子で、マリノスケの妹。2022年に海外から日本に帰ってきた。
- ワルノス - 2008年に突然現れた謎のマスコット。スタジアム場外でダンスショーを行っている。現在活動休止中。

横浜FC
- フリ丸- 2009年に誕生。モチーフは宇宙人。

SC相模原
- ガミティ - 2016年9月に誕生。モチーフはダチョウ。クラブ広報部の社員という設定である。

湘南ベルマーレ
- キングベルI世 - モチーフは海神ポセイドン。

ヴァンフォーレ甲府
モチーフは甲斐犬。
- ヴァンくん - 2006年に誕生。
- フォーレちゃん - 2009年に誕生した女の子。ヴァンくんとは「ただの友達」。

松本山雅FC
- ガンズくん - モチーフは県鳥のライチョウ。名前はクラブの愛称「ターミガンズ（Ptarmigans）」から。発表当初は正式な名称は無かったが、サポーターが呼んでいるうちにいつしか正式名称となった。2012年6月2日に公式マスコット就任、および立体化。背番号1965（クラブ創設年に由来）→12。

AC長野パルセイロ
モチーフはライオン。イナズマイレブン監督宮尾佳和によるデザイン監修。
- ライオー - パルセイロ三兄弟の真ん中。背番号12。
- パルル - パルセイロ三兄弟の1番上のお姉さん。
- ライト - パルセイロ三兄弟の末っ子。
- パルパパ - サッカー博士。

アルビレックス新潟
モチーフは白鳥。
- アルビくん
- スワンちゃん - 2002年にアルビくんと結婚。
- アーくん - 2007年7月29日に誕生。ルーちゃんとビィくんと三つ子。
- ルーちゃん - 2007年7月29日に誕生。アーくんとビィくんと三つ子。
- ビィくん - 2007年7月29日に誕生。アーくんとルーちゃんと三つ子。両親や兄姉と異なり、灰色の羽毛である。

カターレ富山
- ライカくん - モチーフは県鳥のライチョウと県獣のニホンカモシカ。前身のYKK APサッカー部のマスコットがライチョウをモチーフにしたものであったのと、アローズ北陸の名称がカモシカを意味するalo'sであったため、合併の際に双方のマスコットを足したような形になった。

ツエーゲン金沢
- ゲンゾー - モチーフは県鳥のイヌワシ。名前は一般公募で決定。サポーターの応援によってゲンゾイヤーに変身することが出来る[33]。背番号12。
- ナンシー - 石川生まれフランス育ちの帰国子女[33]。背番号12。
- ヤサガラス - 2017年5月28日に登場。ツエーゲンを邪魔する悪者。ゲンゾイヤーとは永遠のライバル[33]。

清水エスパルス
架空の動物。耳に生えている羽は現代版の羽衣を表している。
- パルちゃん - マスコットキャラクターとしては当代随一のエンターテイナーとして絶大な人気を誇り、本拠地での試合前のショーは名物となっている。背番号0。
- こパルちゃん -「小っちゃなパルちゃん=小パルちゃん」。背番号12。パルちゃんの子供ではない。2匹いるが、ごくわずかにデザインが異なる。
- ピカルちゃん - 2012年に誕生したパルちゃんの幼なじみの恋人。背番号77。

ジュビロ磐田
モチーフは県鳥のサンコウチョウ。
- ジュビロくん
- ジュビィちゃん - 2003年に誕生した。ジュビロくんのガールフレンド

藤枝MYFC
- 蹴っとばし小僧 - モチーフはフェニックス。尾羽が藤の花になっている。2015年12月に発表、2018年3月に名前が公表された。

アスルクラロ沼津
- アスルくん - モチーフはライオンで、たてがみがクラブカラーの水色に合わせているのが特徴。2001年8月10日生まれ、沼津市獅子浜の出身で、運営会社のアスルクラロスルガにインターンシップで入社した設定[34]。JFL所属時に現在のものと異なる同じライオンモチーフのキャラクター画がHPなどで公開されていたが、正式なクラブマスコットとして扱われていなかった。2023年2月にクラブが年内のマスコット発表の意向を表明し、同年5月3日のホーム・愛媛FC戦にて名称とデザインが正式に発表。同年5月28日のAC長野パルセイロ戦にて実物が初登場した。

名古屋グランパス
モチーフはシャチ。
- グランパスくん - Jリーグでも屈指の人気を誇るマスコット。清水、川崎、甲府、仙台などのアウェイゲームでもゲストに呼ばれているほか、清水のパルちゃんと共著の本も出版している。
- グランパコちゃん - グランパスくんの妻。
- グランパスくんJr. - 長男。背番号758（ナゴヤ）。
- グララ - 長女。2003年に誕生。名古屋グランパスのマスコットで唯一の赤色（クラブカラー）。

FC岐阜
- ギッフィー - 2017年7月22日に発表、同年10月1日の名古屋戦で初披露。モチーフはレンゲ。
- ミナモ - ホームゲームへの登場は2011年から。当該マスコットが所属しているぎふ清流国体（2012年開催）そのものがユニフォームスポンサーへの就任に伴う措置であり、それが2013年に「期限付き移籍」によって本格的に就任。岐阜県に所属する外部マスコットであるため、天皇杯を除いたホームゲームに必ず登場し、1年おきに契約更新を行っている。性別が存在しない設定上、男の子であるギッフィーとは2019年に結婚したことになっている。
- 蹴球夢 - FC岐阜公式Vtuber。Jリーグクラブ初のオリジナルVtuberとして2019年6月3日就任[35]。

京都サンガF.C.
モチーフは鳳凰と不死鳥。
- パーサくん - 背番号83。
- コトノちゃん - 2003年に誕生したパーサくんの友達。背番号510。

ガンバ大阪
- ガンバボーイ - モチーフは神・ゼウス。デザインは松下進であるため、同じ松下が手がけたプロ野球チーム、オリックス・バファローズの先代マスコット「ネッピー」は「兄さん」にあたる。背番号0。
- モフレム

セレッソ大阪
モチーフは狼。
- ノブレ・バリエンテ・アッチェ・ロビート・デ・セレッソ - 愛称「ロビー」。名前はスペイン語で「高貴で勇敢な、由緒あるセレッソ家のオオカミの息子」の意。
- エレガンテ・エスプレンディーダ・マダマ・ロビーナ・デ・セレッソ - 愛称「マダム・ロビーナ」。名前はスペイン語で「優雅で華麗な、由緒あるセレッソ家の“オオカミの令夫人”」の意で、ロビーの母という設定。2008年10月の対ベガルタ仙台戦にて、ママチャリに乗って登場した。「大阪のおかん」的な側面が強い。

FC大阪
- えふしくん - モチーフは水の妖精。2020年12月25日誕生。
- リーナ - モチーフは人間の女の子。背番号003。
- ガーディアン・ティグル - モチーフは白虎。背番号099。発表当初の名称は「ガーディアン・ティグレ」。クラブマスコットキャラスターであるえふしくんとは違い、リーナとティグルはオフィシャルキャラクターという扱いであり、立体化されていない。

奈良クラブ
- 大和　鹿次郎 - 都を作った一族、鹿人（しかじん）の末裔。「ディアーマン(Deer Man)」へ変身する。奈良県出身。2015年誕生（チーム公式キャラクター）。奈良クラブのスタッフとして勤務していたが、2019年を最後に現れていない。
- シューカくん - 漢字表記は「蹴鹿」。モチーフはシカ。2023年12月に公募された3作品の中から投票により決定。2024年3月18日、公式HPにて発表、ならびに31日まで名称公募。同年10月13日のFC大阪戦にて初披露。

ヴィッセル神戸
- モーヴィ - モチーフは神戸牛。名前は牛の鳴き声「モー」と英語で勝利を意味する「ヴィクトリー」の造語。1995年10月5日に一般公募から選び、命名。背番号12。

ガイナーレ鳥取
- 強小戦士 ガイナマン - モチーフはスーパーヒーロー。ガイナックスの赤井孝美によるデザイン。2012年2月17日発表。マスコットネームを募集し、サポーター投票を経て同年5月2日に決定。

ファジアーノ岡山
- ファジ丸 - モチーフは県鳥の雉。

サンフレッチェ広島
モチーフは中国山地に生息するツキノワグマ。
- サンチェ - 1992年誕生。背番号320。
- フレッチェ - 2000年に誕生したかつてはサンチェのガールフレンド、現在はただの友達。結婚はしていない。背番号903。

レノファ山口FC
- レノ丸 - モチーフはライオン。2016年1月、公式HPにて発表。翌2月に立体化した。

カマタマーレ讃岐
- さぬぴー -モチーフはうどん。 2017年5月18日、公式HPにて発表、ならびに24日正午まで名称公募。同年7月1日の長崎戦にて初披露。背番号12。

徳島ヴォルティス
モチーフはタヌキ。
- ヴォルタくん - 2009年に登場。誕生日は9月10日（法人設立記念日）。
- ティスちゃん - ヴォルタくんと同時に登場。誕生日は3月5日（J初試合&初勝利記念日）。ヴォルタくんとは仲良しこよしのお友達。

愛媛FC
モチーフはミカン。
漫画『ORANGE』の作者・能田達規によるデザイン。JFL時代に登場したが、J2昇格に伴い名称を公募し改名。JFL時代は頭部のみ作成し、ユニフォームを着た人がかぶって登場した。いずれも背番号は12。
- オレンジェイ→オ〜レくん - 背番号12。J2昇格した2006年に立体化。
- マンダリーニョちゃん→たま媛ちゃん（たまひめちゃん） - 2007年途中に立体化。
- いよカーン→伊予柑太（いよかんた） - 2009年途中に立体化。

アビスパ福岡
モチーフは蜂。
- アビー
- ビビー - 2000年に誕生したアビーのガールフレンド。2003年にアビーと結婚。
なお、東平尾公園博多の森球技場で行われた結婚式で立会人を務めたのがハリー・ホークだった。

ギラヴァンツ北九州
- ギラン - モチーフは北九州の干潟に飛来するズグロカモメ。J2昇格に伴い「ウェービー」から改名。

サガン鳥栖
- ウィントス - モチーフは県鳥のカチガラス。

V・ファーレン長崎
- ヴィヴィくん - モチーフは長崎県の県獣九州シカと県鳥おしどりのハーフ。背番号12。

ロアッソ熊本
- ロアッソくん - モチーフは馬。2008年登場。背番号123はJリーグ参入が正式承認された（2007年12月3日）に由来。誕生日も12月3日である。

大分トリニータ
- ニータン - モチーフはカメ。2008年誕生。背番号∞。
- リッジー - モチーフはウサギ。2007年に行われたキャンペーン「リベンジ16」にちなんで誕生した限定マスコット。背番号00。

テゲバジャーロ宮崎
- バジャ郎くん
- バジャンヌちゃん - 2体は2015年に誕生したが、リリースのみでその後活動している姿が見られず、現在も不明となっている。
- ジャーロくん - モチーフは犬。チームの正式なマスコットとして、2024年11月13日に発表された。マスコットネームを募集し、サポーター投票を経て同年12月1日に名称を発表。宮崎県のシンボルキャラクター・みやざき犬とはお友達。

鹿児島ユナイテッドFC
- ゆないくー　- モチーフは薩摩犬。2016年12月発表。

FC琉球
- ジンベーニョ　- モチーフはジンベイザメ。2017年1月発表。名称は一般公募により決定され、2017年3月に発表。

#### 準マスコット
各クラブが設定したものではないが、スタジアムでよく登場するマスコット。クラブのスポンサーや地元自治体のマスコットであることが多い。
ザスパクサツ群馬
- ぐんまちゃん - 群馬県のマスコット。
- ゆもみちゃん - 草津温泉観光大使。

浦和レッドダイヤモンズ
- コバトン - 埼玉県のマスコット。埼玉スタジアム2002に来る回数が多く、埼玉高速鉄道がレッズ仕様のコバトングッズを多数販売している[36]。ただし、あくまでも県のマスコットなので大宮アルディージャ（アルディとミーヤはコバトンが団長を務めるゆる玉応援団所属）、埼玉ブロンコス、埼玉西武ライオンズの試合会場にも度々登場する。

浦和レッドダイヤモンズ・大宮アルディージャ
- つなが竜ヌゥ - さいたま市のマスコット。コバトンなどと共に、浦和・大宮の両試合会場に度々登場している。

川崎フロンターレ
- コムゾー - イッツ・コミュニケーションズに所属するマスコット。クラブチームに所属するマスコットでないと参加することができない紳士協定がある天皇杯 JFA 全日本サッカー選手権大会などを除いたホームゲームには必ず登場する。
- たかたのゆめちゃん - 岩手県陸前高田市の公認マスコットで、ホームタウンである川崎市と陸前高田市とは東日本大震災の復興で関わりが深いということで2014年から起用されている。不定期ながら出演の頻度が高く、後年にはゆめちゃん専用のユニフォームまで作られた。2021年10月2日を以てカブレラと結婚。カブレラは男の子だが、ゆめちゃんは妖精ということで性別が無いという点ではFC岐阜のミナモとギッフィーとの関係に酷似する。
- てんけんくん - 日本自動車整備振興会連合会の犬型マスコット。2009年まで登場。

横浜FC
- キャッチーくん - catchboardのマスコット。

FC岐阜
- やなな - 岐阜市柳ケ瀬商店街の非公式キャラクター。2013年3月で引退。
- プリニー - 日本一ソフトウェアのゲームキャラクター

愛媛FC
- 一平くん - 元々は愛媛県にある料理屋「ゆうゆう亭」のマスコットで、無所属を経て、2016年4月1日から2020年3月31日まで愛媛朝日テレビ（eat）に所属。
- 金太 - クラブのスタッフという設定。

サガン鳥栖
- とっとちゃん - 鳥栖市のマスコット。

ロアッソ熊本
- くまモン - 熊本県営業部長。

#### 過去のJリーグ
横浜フリューゲルス
- とび丸 - モチーフはムササビ。現在は横浜F・マリノスが「フリューゲルス」の商標などとともに版権（意匠権）を所有。JFAハウス（日本サッカー協会本部ビル）に展示されていたが、経年劣化により現在は展示が中止されている。

#### 現在使用されていないマスコット
カマタマーレ讃岐
- カマちゃん・タマちゃん- デザインはいしかわじゅん。チーム名が発表された際、「本当だったら、うどん1年分でマスコットを描く」とのコメント見たクラブスタッフがうどんを持参して依頼した。権利都合により程なく使用停止になり、現在は使用されていない。

FC琉球
- ぐしけんくん(仮) - 2009年4月29日誕生。モチーフは沖縄県出身のプロボクシング元WBA世界ジュニアフライ級チャンピオン具志堅用高。実在人物がマスコットキャラクターとなるのは極めて稀なケースだった。2013年シーズンを持ってクラブのJ3の入会に伴い退団[37]。

### JFL
ラインメール青森FC
- モチーフは青森ねぶたの龍飛の黒神。愛称は不明。

いわてグルージャ盛岡
- キヅール - モチーフは折り鶴。2017年に公募された4作品の中から投票により決定。同年10月に立体化した。

ブリオベッカ浦安
- 舞田べか彦 - モチーフはネコ。

東京武蔵野シティFC
- こはな - モチーフは2016年5月にこの世を去った、井の頭自然文化園のアジアゾウ「はな子」。本名は心花・リンカネート・ブロッサム。

Y.S.C.C.横浜
- ハマピィ - モチーフはオカピとペガサス。2020年12月19日に誕生。

Honda FC
- パッサーロ - モチーフはツバメ。

ヴィアティン三重
- ヴィアくん  - モチーフは有翼ライオン。背番号14。

レイラック滋賀FC
- （未定） - 宇宙からやってきた馬型未確認生物。

ヴェルスパ大分
- モチーフはカピバラ。2020年11月26日誕生。元々は双子の温泉の精霊だったが、カピバラに生まれ変わった[38]。
- ヴェールくん
- スパッピーちゃん - ヴェールくんの妹。

ミネベアミツミFC
- ロッキー - モチーフは不死鳥。動きが鈍い。チームの集合写真にも登場。

### 地域・都道府県リーグ
北海道十勝スカイアース
- スカッチ - モチーフは帯広市の鳥であるヒバリ。

ノルブリッツ北海道
- ノル パシオン - モチーフはキタキツネ。名前はドイツ語で「北の情熱」を意味する。

ブランデュー弘前FC
- ブラッフェ - モチーフは白神の妖精。名前の由来はブランデューとフランス語で妖精を意味するラフェを組み合わせた造語。

Sportiva.Tsukuba
- モチーフはつくば市の鳥フクロウ、愛称不明。

アヴェントゥーラ川口
- アヴェントラくん - モチーフはホワイトタイガー。

スペリオ城北（2008年まで城北ランシールズ）
- スペロくん（元々ランシーくんだったが、チーム名同様変更） - モチーフはキツネ。

エベルフィーノ城南
- ふったま - モチーフはタンチョウの頭巾を被った大井ふ頭中央海浜公園が出身のネコ。

リベルタス千曲FC
- 将軍リーベ - モチーフはヤマトタケルとネズミ。

F.C.中野エスペランサ
- エスペ君 - モチーフは中野市の一本木公園のバラを持った、中野市の鳥チョウゲンボウ。

TSV1973四日市
- モチーフはニホンカモシカ。愛称不明。

ディアブロッサ高田FC
ディアブ郎 -モチーフは 奈良の赤い悪魔をイメージした鹿。
アルテリーヴォ和歌山
- リーヴォ君 - モチーフは八咫烏。

FC宇部ヤーマン
- カッタ君 - モチーフは宇部市のときわ公園で一躍人気になったオスのモモイロペリカンのカッタくん。

FCバレイン下関
- マッコー - モチーフはマッコウクジラ。

#### 過去のJFL・地域リーグ
ブラックペッカー函館FC
- モチーフはクマゲラ。

アルテ高崎
- ダルテくん - モチーフは高崎市のだるま。

YKK APサッカー部（カターレ富山の前身のひとつ）
- ファンクル - モチーフはライチョウ。

サウルコス福井（福井ユナイテッドFCの前身）
- スゴルーザ - モチーフは福井県から化石が多く発掘されている恐竜、名称は「凄い恐竜軍団」のイメージしたものとして公募により採用。

ヴォラーレFC浜松
- 鷲をモチーフにしたキャラクター。

FC鈴鹿ランポーレ
- カイトくん・ランちゃん - モチーフは三重県出身である江戸川乱歩の探偵小説怪人二十面相。

MIOびわこ滋賀
- キャッフィー - モチーフはビワコオオナマズ。（スポレク滋賀2008マスコット→県マスコットのキャッフィーとは別のキャラクター）。
- MIONARI - モチーフはナマズ。

アイゴッソ高知（高知ユナイテッドSCの前身の一つ）
- カットゥーオ - モチーフはカツオ。

藤枝ブルックス→福岡ブルックス（アビスパ福岡の前身）
- モチーフはブルドッグ。望月三起也がデザインした。

PJMフューチャーズ→鳥栖フューチャーズ
- フラナガン - モチーフはアイルランドの妖精レプラコーン。幸せの妖精。

### WEリーグ
詳細は各チームの項目を参照。明記したもの以外は背番号はない。なお、以下のチームはJリーグなど男子チームと兄妹チームのため、独自のマスコットを持たない。
- 大宮アルディージャVENTUS
- 三菱重工浦和レッズレディース
- ジェフユナイテッド市原・千葉レディース
- 日テレ・東京ヴェルディベレーザ
- AC長野パルセイロ・レディース
- アルビレックス新潟レディース
- セレッソ大阪ヤンマーレディース
- サンフレッチェ広島レジーナ

#### マスコット
日本女子プロサッカーリーグ（WEリーグ）
- ウィーナ - スタジアムの歓声を希望の力に変えて、チームやサポーターに幸運をもたらす。天真爛漫な性格で、天性のムードメーカー。その愛らしい姿とキュートなしぐさで人々を魅了し、笑顔と元気を与えてくれる。

マイナビ仙台レディース
- マイビィ - モチーフは星と仙台市にゆかりのある月の兜とマイナビウェーブ。夏の大三角形の星のひとつデネブ出身、仙台育ちの女の子で、友達はベガルタ仙台のクラブマスコットであるルターナ、ベガッ太。

ちふれASエルフェン埼玉
- エルルン - モチーフは埼玉の山々に生息する愛らしく俊敏なムササビ。笑顔と豊かさをもたらす平和のシンボル。みんなの安心と安全、隔たりのない交流を促すスタジアムの守り神。
- チィちゃん - モチーフは埼玉の清流で鮮やかな彩りを放つ野鳥カワセミ。「出会うと幸せになる！」と言われるスタジアムの幸運のシンボル。魔法の力で「エルルン」を生み出したチィちゃくっても大きな存在。
- にゃてつ - モチーフは力強く頼もしく、かつ愉快に生きる「街角の猫」。いたずら好きで楽しいことが大好き。素直で心優しいスタジアムの仲間。

ノジマステラ神奈川相模原
- レディ・もも - モチーフは猿。愛称はももちゃん。ノジマのマスコットであるコンさるの妻。

INAC神戸レオネッサ
- 来夢ちゃん（らいむ-） - モチーフはライオン。名前の由来はライオンの「ライ」と、「夢を持って未来に羽ばたけ!」との願いを込めて。
- 来叶ちゃん（らいか-）-来夢ちゃんの妹。

### なでしこリーグ・チャレンジリーグ
詳細は各チームの項目を参照。明記したもの以外は背番号はない。なお、以下のチームはJリーグ・JFLなど男子チームと兄妹チームのため、独自のマスコットを持たない。
- 横浜FCシーガルズ
- ヴィアティン三重レディース
- 愛媛FCレディース
- FC今治レディース

#### マスコット
ノルディーア北海道
- ディーアちゃん - モチーフはエゾナキウサギ。
- ノルちゃん - モチーフは北海道にしか生息しないネコ目イタチ科テン属のエゾクロテン。背番号は「38」。

スフィーダ世田谷FC
- トリニィー - モチーフは不死鳥。「三位一体を意味するトリニティー」という言葉から生まれた造語。

静岡SSUボニータ
- ぼにたん - モチーフはポニー。漫画『シュート!』の作者大島司によるデザイン。

ラブリッジ名古屋
- あいっち
- てんとりっち

伊賀FCくノ一三重
- くノん - モチーフはくノ一（女忍者）。2007年制定。緑の装束。
- （参考）前身のプリマハムFCくノ一のころは当時のチームカラーと同じ赤の装束の女忍者（別キャラクター）

岡山湯郷Belle
- ベルルン - モチーフは少女サッカー選手。本拠地である美作市出身の漫画家・木村えいじにより作成。2009年9月に発表され、公募により11月27日に愛称発表。

#### 地域リーグ
福岡J・アンクラス
- アンクラッキー - モチーフは猿。

ルネサンス熊本フットボールクラブ
- ルネモちゃん - モチーフは炎。2008年10月制定。ルネサンスの「ルネ」と、「もえる（燃える、萌える）」の「モ」により命名。

#### 過去のチーム
さいたまレイナス（浦和レッドダイヤモンズレディースの前身）
- レイナ様 - モチーフはウサギ。チーム名のレイナがスペイン語で女王を意味することから、王冠をかぶっている。

TASAKIペルーレFC
- ぺるちゃん - モチーフは白鳥。

東京電力女子サッカー部マリーゼ
- Mari - モチーフはイルカ。愛称「マリちゃん」。

バニーズ京都SC
- （愛称不明）- モチーフはウサギ。旭国際バニーズのころに制定されている。

アンジュヴィオレ広島
- アンヴィ - モチーフは猫。

ジュ ブリーレ 鹿児島
- （愛称不明）- モチーフは竜。

### 日本サッカー関連その他
- カラッペとカララ（サッカー日本代表） - ヤタガラスの兄弟で、兄が「カラッペ」、弟が「カララ」。デザインは松下進。
- はにー&どぐー（日本サッカー協会） - カラッペとカララ登場前に存在した、埴輪と遮光器土偶をモチーフにしたマスコット。2012年5月の金環日食によってJFAハウスの地下倉庫から目覚めて復活し[39]、第92回天皇杯の「応援マスコット（見習い）」になっている。[40]
- Mr.ピッチ（Jリーグ百年構想）
- サッカーモンスター（日本テレビ・FIFAクラブワールドカップ）

### 各国のクラブ

#### アメリカ
- クルー・キャット（コロンバス・クルー）
- コズモ（ロサンゼルス・ギャラクシー）

#### イングランド
- フレッド・ザ・レッド（マンチェスター・ユナイテッド）
- ムーンチェスター/ムーンビーム（マンチェスター・シティFC）
- ガナーサウルス（アーセナルFC）
- スタンフォード（チェルシーFC）
- マイティレッド（リヴァプールFC）
- キングズリーロイヤル（レディングFC） - ライオンがモチーフ。
- ロアリー（ハル・シティAFC）

#### イタリア
- ジェイ（ユヴェントスFC）
- ミラネッロ（ACミラン）

#### オーストラリア
- ロアリー（ブリスベン・ロアーFC）

#### ドイツ
- エマ（ボルシア・ドルトムント）- 蜂がモチーフ。2015年には川崎フロンターレとの練習試合に伴う交流の一環として来日した。
- エルヴィン（シャルケ04）
- ベルニー（バイエルン・ミュンヘン） - 熊がモチーフ。

#### 韓国[41]
- UT（仁川ユナイテッドFC）
- SSID（FCソウル）
- レウル (ソウルイーランドFC)
- バティ、ナリ (FC安養)
- カオ、カビ (城南FC)
- ヘル、ボラ (富川FC1995)
- ロニー、ダニー (安山グリナースFC)
- アギレオン (水原三星ブルーウィングス)
- 長安将軍 (水原FC)
- カンウンイ (江原FC)
- ティティ (忠南牙山FC)
- テジョニ (大田ハナシチズン)
- セドリ (浦項スティーラーズ)
- リカ (大邱FC)
- ミタ (蔚山現代FC)
- シュウン (金泉尚武FC)
- トクディ、ヘラ (釜山アイパーク)
- グンハミ、キョンナミ (慶南FC)
- ボニー (光州FC)
- ナイティ、サーチ (全北現代モータース)
- チョルリョンイ (全南ドラゴンズ)
- カムギュリ (済州ユナイテッド)

### 国際大会

#### FIFAワールドカップ
- ウィリー（1966 FIFAワールドカップ/イングランド）
- ファニート（1970 FIFAワールドカップ/メキシコ）
- チップとタップ（1974 FIFAワールドカップ/旧西ドイツ）
- ガウチート（1978 FIFAワールドカップ/アルゼンチン）
- ナランヒート（1982 FIFAワールドカップ/スペイン）
- ピケ（1986 FIFAワールドカップ/メキシコ）
- チャオ（1990 FIFAワールドカップ/イタリア）
- ストライカー（1994 FIFAワールドカップ/アメリカ）
- フティックス（1998 FIFAワールドカップ/フランス）
- アトー、キャズ、ニック（2002 FIFAワールドカップ/韓国、日本共同開催）
- ゴレオ06（2006 FIFAワールドカップ/ドイツ）
- ザクミ（2010 FIFAワールドカップ/南アフリカ）
- フレコ（2014 FIFAワールドカップ/ブラジル）
- ザビワカ (2018 FIFAワールドカップ/ロシア)
- ライーブ (2022 FIFAワールドカップ/カタール)

#### FIFA女子ワールドカップ
- リンリン（1991 FIFA女子ワールドカップ/中国）
- フィッフィ（1995 FIFA女子ワールドカップ/スウェーデン） - バイキングがモチーフ。
- ナツメグ（1999 FIFA女子ワールドカップ/アメリカ合衆国） - キツネがモチーフ。
- ファ・ムーラン（2007 FIFA女子ワールドカップ/中国）
- カーラ・キック（2011 FIFA女子ワールドカップ/ドイツ） - ネコがモチーフ。
- シュエミー（2015 FIFA女子ワールドカップ/カナダ） - シロフクロウがモチーフ。
- エティ（2019 FIFA女子ワールドカップ/フランス）
- タズニ（2023 FIFA女子ワールドカップ/オーストラリア、ニュージーランド共同開催） - コガタペンギンがモチーフ。

#### AFCアジアカップ
- ヌール（AFCアジアカップ2000/レバノン） - スズメがモチーフ。
- ベイベイ（AFCアジアカップ2004/中国） - サルがモチーフ。
- ズクリティ、トラナー、フレハ、サボーグ、トムブキ（AFCアジアカップ2011、AFCアジアカップ2023/カタール） - トビネズミがモチーフ。
- ナツメグ（AFCアジアカップ2015/オーストラリア） - ウォンバットがモチーフ。
- マンスール、ジャラ（AFCアジアカップ2019/アラブ首長国連邦） - 子供とハヤブサがモチーフ。

#### UEFAヨーロッパ選手権
- ピノキオ（UEFA欧州選手権1980/イタリア）
- ペノ（UEFA欧州選手権1984/フランス）
- ベルニ（UEFA欧州選手権1988/西ドイツ）
- ラビット（UEFA欧州選手権1992/スウェーデン）
- ゴリアテ（UEFA欧州選手権1996/イングランド）
- ベネラッキー（UEFA欧州選手権2000/オランダ、ベルギー共同開催）
- キナス（UEFA欧州選手権2004/ポルトガル）
- トリックスとフリックス（UEFA欧州選手権2008/スイス、オーストリア共同開催）
- スラベクとスラフコ（UEFA欧州選手権2012/ウクライナ、ポーランド共同開催）
- スーパー・ビクター[42]（UEFA欧州選手権2016/フランス）
- スキルジー（UEFA欧州選手権2020/ヨーロッパ共同開催）
- アルベルト（UEFA欧州選手権2024/ドイツ）

#### コパ・アメリカ
- ガルデリート（スペイン語版）（コパ・アメリカ1987/アルゼンチン） - タンゴ歌手のカルロス・ガルデルがモデル。
- チコ（コパ・アメリカ1989/ブラジル）
- グアソ（コパ・アメリカ1991/チリ）
- チョクリート（コパ・アメリカ1993/エクアドル）
- トリート（コパ・アメリカ1995/ウルグアイ）
- タトゥ（コパ・アメリカ1997/ボリビア）
- タグア（スペイン語版）（コパ・アメリカ1999/パラグアイ） - チャコペッカリーがモチーフ。
- アメリコ（コパ・アメリカ2001/コロンビア）
- チャスキ（スペイン語版）（コパ・アメリカ2004/ペルー）
- グアキ（スペイン語版）（コパ・アメリカ2007/ベネズエラ） - コンゴウインコがモチーフ。
- タンゴレーロ（スペイン語版）（コパ・アメリカ2011/アルゼンチン） - レアがモチーフ。
- シンチャ（コパ・アメリカ2015/チリ） - クルペオギツネがモチーフ。
- ジジト（コパ・アメリカ2019/ブラジル）
- ピベ（英語版）（コパ・アメリカ2021/ブラジル）
- キャピタン（コパ・アメリカ2024/アメリカ）

#### アフリカネイションズカップ
- ディアンバー（アフリカネイションズカップ1992/セネガル） - モチーフはライオン。
- 名称なし（アフリカネイションズカップ1994/チュニジア） - モチーフはワシ。
- 名称なし（アフリカネイションズカップ1996/南アフリカ共和国） - モチーフはヒョウ。
- フォフォ（アフリカネイションズカップ1998/ブルキナファソ） - モチーフはサッカーボール。
- グリーン・イーグル、レ・ブラック・スター（アフリカネイションズカップ2000/ガーナ、ナイジェリア共同開催） - モチーフはワシと星。
- 名称なし（アフリカネイションズカップ2002/マリ） - モチーフはカバ。
- ヌサイル（アフリカネイションズカップ2004/チュニジア） - モチーフはワシ。
- クロコニル（アフリカネイションズカップ2006/エジプト） - モチーフはナイルワニ。
- アグロ・ヘネ（アフリカネイションズカップ2008/ガーナ） - モチーフは猛禽類。
- パランキーニャ（アフリカネイションズカップ2010/アンゴラ） - モチーフはセーブルアンテロープ。
- ガギ（アフリカネイションズカップ2012/ガボン、赤道ギニア共同開催） - モチーフはゴリラ。
- タクマ（アフリカネイションズカップ2013/南アフリカ共和国） - モチーフはカバ。
- チュク・チュク（アフリカネイションズカップ2015/赤道ギニア） - モチーフはヤマアラシ。
- サンバ[43]（アフリカネイションズカップ2017/ガボン） - モチーフは黒ヒョウ。
- ツト（アフリカネイションズカップ2019/エジプト） - モチーフはツタンカーメン。
- モラ（アフリカネイションズカップ2021/カメルーン） - モチーフはライオン。
- アクワバ（アフリカネイションズカップ2023/コートジボワール） - モチーフはゾウ。

#### ユース大会
- トップ・トップ・ガール（2012 FIFA U-17女子ワールドカップ/アゼルバイジャン）
- ジュナ（2014 FIFA U-17女子ワールドカップ/コスタリカ）- モチーフはモルフォ蝶
- ブロチコ[44]（2015 FIFA U-17ワールドカップ/チリ）
- ウーリアム[45]（2015 FIFA U-20ワールドカップ/ニュージーランド）
- ナジム[46]（AFC U-23選手権2016/カタール）
- アシーラ[47]（2016 FIFA U-17女子ワールドカップ/ヨルダン）- モチーフはアラビアオリックス
- チャオルミ[48]（2017 FIFA U-20ワールドカップ/韓国）
- ケレオ[49]（2017 FIFA U-17ワールドカップ/インド）- モチーフはウンピョウ

## フットサル

### 日本フットサルリーグ
シュライカー大阪
- シュラッピー

バルドラール浦安フットボールサラ
- バルドラン

名古屋オーシャンズ
- 護、翔、太陽、蹴人、マール

バサジィ大分
- バサル

エスポラーダ北海道
- リスポ

フウガドールすみだ
- スミダイル

立川・府中アスレティックFC
- アスレくん

ペスカドーラ町田
- ドーラくん

以下のチームはマスコットは存在しない（未確認も含む）
- 湘南ベルマーレフットサルクラブ（キングベルI世ではなのではないかと言われる。）
- デウソン神戸
- アグレミーナ浜松
- ヴォスクオーレ仙台
- トルエーラ柏
- Y.S.C.C.横浜
- ボアルース長野
- ヴィンセドール白山
- 広島エフ・ドゥ
- ポルセイド浜田
- ボルクバレット北九州

## ラグビー

### ラグビーフットボール協会

#### 日本ラグビーフットボール協会
- Ren-G（レンジー） - 2020年8月24日に日本ラグビーフットボール協会のマスコットキャラクターとなる[50][51]。歌舞伎の連獅子がモチーフ。白髪が父親のレン、赤髪が息子のジー。元ラグビーワールドカップ2019マスコット。ラグビー協会主催の試合やイベントのほか、リーグワンの試合会場などにも登場する[52][53]。胸のプレートには、日本協会の桜のマークと「JRFU」の文字を配置[54]。
- タグちゃん・ラグちゃん - 同じクラスの小学三年生[55]。タグラグビーの普及をめざす[56]。
- スヌーピー - 2017年から、日本代表チーム応援公式キャラクターグッズとして展開している[57][58][59][60][61][62]。
- 鉄腕アトム - 2015年4月に日本代表チーム応援公式キャラクターとなり[63][64]、ラグビーワールドカップ2019（日本大会）の前には、複数の鉄腕アトムがスクラムを組んだり、ラインアウトを競うビジュアルも発表された[65]。2025年現在もグッズ展開している[66][67]。
- （旧）こぐまのコディ - 第47回全国大学ラグビーフットボール選手権大会（2010年度大会）キャラクター。2010年12月～2011年1月に試合会場応援やグッズなどで活動した[68]。

#### 関西ラグビーフットボール協会
- ラビグー - モチーフはウサギ。耳にも指があり、右耳でラグビーボールを持ち、左耳で親指を立てて「Good!」のポーズをとるのが基本型[69]。試合中のビジュアルでは耳は何も持たず、3人でスクラム1列目を組むこともある[70]。「RUGBY IS GOOD!」が名前の由来。2019年11月30日に公募で決まった[69]。

#### 宮城県ラグビーフットボール協会
- みやびー [71][72][73][74] - モチーフは、宮城県の県鳥「雁」。「たくさんのラグビー選手が宮城県から羽ばたいていけるように」という願いを込め、2013年に公募で決まった[75]。

### JAPAN RUGBY LEAGUE ONE
「ジャパンラグビーリーグワン マスコット総選挙」が、リーグ初年度2022年からラグビーマガジン主催で毎年行われている。

#### 浦安D-Rocks
- ロッディ＆ドリィ - 堅牢な守備と俊敏な動きをする、体が岩でできたクマ「ロッディ」と、浦安に住むイソヒヨドリ「ドリィ」のコンビ[79]。2023年4月9日発表。ファン投票により決定した[80]。

#### NECグリーンロケッツ東葛
- キャプテンスティーム - モチーフは、ロケットから吹き出た蒸気[81]。宇宙一輝く星へ向かってロケットを発射したとき、"ひとつになったみんなの熱い想い"が蒸気となって噴射された。2021年12月21日に発表[81][82]。本名はスティーム・スターマイン[79]。
- （旧）マルス - モチーフは宇宙飛行士[83]。

#### 九州電力キューデンヴォルテクス
- キューデンヴォル太 - モチーフは、日本神話の力の神アメノタヂカラオ[79][84][84]。
- バカチンガー - 福岡放送（日本テレビ系列）のキャラクター。2023年11月28日に公式応援サポーターとなった[85]。

#### クボタスピアーズ船橋・東京ベイ
- スッピー - モチーフはユニコーン[86][87]。誕生日4月4日、年齢5歳[86]。2005年7月13日発表当時の名は「スッピー君」[88]。「リーグワンマスコット総選挙2022」で3位になった[89]。

#### クリタウォーターガッシュ昭島
- ガッシュ君 - クジラがモチーフ[79]。1961年に昭島市内で発見されたクジラの化石「アキシマクジラ」にヒントを得た[90][91]。2023年8月25日にキャラクター名を発表した[92][93]。

#### コベルコ神戸スティーラーズ
- コーロクン - モチーフはヨーロッパの剣闘士。チーム創部日と同じ10月21日生まれ[94]。高炉から生まれたので背番号は506[95]。「リーグワンマスコット総選挙」では2024年・2025年に3位となった[96][97]。

#### 埼玉パナソニックワイルドナイツ
- のぶし丸 - モチーフは武士[79]。公募で選ばれた名称が、2022年4月9日に発表された[98]。
- （旧）ガンバラナイト - モチーフは騎士で、「イエロー」「ブルー」「イエロー」の3体。元はバスケットボールチーム「パナソニックトライアンズ」のキャラクター[99][100]。

#### 狭山セコムラガッツ
- ラガッツくん - モチーフはドーベルマン[101]。埼玉県生まれ[102]。

#### 静岡ブルーレヴズ
- レヴズ - モチーフは神[79]。富士山の麓の神社に祭られたヤマトタケルが現代に現れた姿といわれている。チームの守護神[103]。2021年7月発表[104]。誕生日は12月25日[105]。「リーグワンマスコット総選挙」は、2022-23年に3位となる。
- （旧）ジュビロ君 - ヤマハ発動機ジュビロ時代のマスコットキャラクター[106]。静岡県の県鳥サンコウチョウがモチーフ[107]。

#### 清水建設江東ブルーシャークス
- 鮫太朗 - モチーフはサメ[79]。名前を公募し、2022年2月27日に発表[108]。

#### 中国電力レッドレグリオンズ
- レグ☆リオンズ - モチーフはライオン[79]。愛称「レグくん」。レグルス星王子。星立レグルス高校（電気科）出身。身長173cm、体重80kg、2109年9月9日生まれ[109][109]。背番号は09[110]。

#### 東京サントリーサンゴリアス
- サンゴリアス君 - モチーフはゴリラ。誕生日は8月29日[111]。背番号は35[112]。座右の銘は「ゴリ夢中」[113]。「リーグワンマスコット総選挙」では、2025年に「にばん推し」部門で1位になった[97]。
- サンゴリーナちゃん - サンゴリアス君の妹[114][115]。ニックネームは「ゴリーナ」[116]。2015年8月30日に命名された[116]。

#### 東芝ブレイブルーパス東京
- ルーパス君 - モチーフは狼[79]。ラグビーが大好きな狼の子供。どんなことにも”トライ”する明るい性格で、会場でファンのみんなと盛り上がるのが大好き[117]。

#### トヨタヴェルブリッツ
- ライガーくん - 英語表記はRIGER。モチーフは雷神[79]。本名は辺留武 雷牙（べるぶ らいが）。色はグリーン[118]。当初は「2億7万歳くらい」の設定だった[119]。2021年9月から以下のように家族が加わるなど設定が変更され、年齢が「12歳くらい」になった[120]。
- ライミー - 英語表記はRIMEY。ライガーくんの妹。本名は辺留武 雷美（べるぶ らいみ）、10歳くらい。色はピンク[118]。
- ライファー - 英語表記はREIFER。ライガーくんの父。本名は辺留武 雷父亜（べるぶ らいふあ）、38歳くらい。色はディープグリーン[118]。
- ライマー -  英語表記はREIMER。ライガーくんの母。本名は辺留武 雷真亜（べるぶ らいまあ）、32歳くらい。色はレッド[118]。

#### 豊田自動織機シャトルズ愛知
- シャズリー - モチーフはグリズリー[121][122]。誕生日は4月1日[123]。2022年3月19日にビジュアルを発表、名前を公募した[121]。

#### 日本製鉄釜石シーウェイブス
- フライキー - モチーフは三毛猫[79]。日本製鉄釜石シーウェイブス公式マスコットキャラクター。「なかぴー」「なかりん」に憧れて、虎になりたいと思っている[124]。あいさつは「がおにゃ!」[125]。2021年11月14日にお披露目された[124]。背番号は24[126]。名前の由来は、大漁旗の通称「富来旗、福来旗（ふらいき）」[127]。
- なかぴー・なかりん - モチーフは虎。日本製鉄釜石シーウェイブス「非公式黙認」マスコットキャラクター[128]。地元企業「中田薬局[129]」（岩手県釜石市）で仕事をしながら、シーウェイブスの応援をしている[130][131]。ブログやSNSでは、語尾に「がお」をつけるのが特徴[132]。

#### 花園近鉄ライナーズ
- ライナマン - モチーフは近鉄特急ひのとり[133]。生年月日は2021年10月2日[134]。ライバルはラビナー[135]。
- ラビナー - モチーフはうさぎ。花園ラグビー場近くに住む小心者。生年月日は2019年9月2日[136]。
- （旧）トライナー君 - モチーフはアーバンライナーnext。大阪出身、花園ラグビー場在住[137]。

#### 日野レッドドルフィンズ
- レドルフィン - モチーフは赤いイルカ[79]。ビジュアル発表日である2022年1月23日が誕生日[138]。その日から名称が公募され[138]、2022年11月7日に名前が発表された[139]。

#### マツダスカイアクティブズ広島
- ウィズリー - モチーフは、広島地方などで未確認生物として伝わるヒバゴン[79]。2022年3月3日にビジュアルが発表され、公募により2022年9月14日に名称決定。チームスローガンの「WITH」にちなむ[140]。背番号は「0」[141]。

#### 三重ホンダヒート
- ヒートくん - モチーフは炎[79]。背番号は110[142]。ホンダの他の運動部へも応援に出かける[143]。

#### 三菱重工相模原ダイナボアーズ
- ダイボ君 - モチーフはイノシシ。2007年6月29日発表[144]。2019年10月までは全身丸い卵型だったが[145][146] 、2019年12月には[147] ダンスパフォーマンスも可能な成人ラガーマン体型[148][149] に変わった。しかし、2023年11月に再リニューアルされ3代目として少年のような体型になり[79][150][151]、背番号がこれまでの24[152] から0になり、2007年誕生を受けて年齢設定が追加され16歳となった[151]。みんなを楽しませるのが大好きな、相模原の野山を駆け回る男の子[151]。市制施行70周年の相模原市が、記念事業の一環となる原動機付自転車等のオリジナルナンバープレートとして、ダイボ君など市内スポーツチームキャラクターを描き、2024年12月2日から交付した[153]。

#### ヤクルトレビンズ戸田
- レビィ（Levy） - モチーフは、プロングホーン[154]。2012年には登場している[155]。2020年5月12日愛称発表[156]。

#### 横浜キヤノンイーグルス
- カノンちゃん - 鷲の女の子。「いっかくじゅう座」の「わし星雲（IC2177）」出身、わし星雲のプリンセス[157]。地球到着日は2015年7月24日[158]。「リーグワンマスコット総選挙」は、2022年[89]・2023年・2025年では2位。2024年には初優勝を遂げた[96]。
- （旧）イーグルくん - モチーフはワシ[159]。

#### リコーブラックラムズ東京
- ラムまる - モチーフは羊。日々の鍛錬・ぶつかり合いで変形したツノが特徴。2019年6月13日発表[160]。「リーグワンマスコット総選挙」は2022年[89][161]・2023年[79] に連覇したが、2024年は2位[96]。2025年は1位に返り咲いた[97]。

#### ルリーロ福岡
- ルーロ and リーロ - 背の高いルーロと、背の低いリーロの2人組[162]。オオルリまたはルリビタキのオスがモチーフ。2022年チーム発足と同じく誕生。

#### レッドハリケーンズ大阪
- レッドハリー - 選手候補生。8月24日生まれ。レッドハリケーンズ星から地球に来た王子[163][164]。
- トルちゃん・ネードちゃん -  モチーフは、双子のハリネズミ。大阪市出身、9月20日生まれ[165]。2022年9月に応援キャラクターとして加わった[166]。

### 地域リーグ・クラブチーム

#### 秋田ノーザンブレッツラグビーフットボールクラブ
- ANB（あんべぇ） - モチーフは秋田犬。秋田ノーザンブレッツの頭文字「ANB」をあんべぇと表音化し、 「応援にあんべぇ（行こう）」「チームのあんべぇ（調子がいい）」という意味も含む。公募により決定し、2019年9月2日発表[167][168][169]。

#### AS-COM丸和MOMOTARO'S
- 桃太郎 - 2019年1月30日発表[170]。- 丸和運輸機関のサービスブランド名「桃太郎便」にちなむ。

#### クリーンファイターズ山梨
- カモシカ[171] - 愛称は無い。山梨県の県獣カモシカに由来。エンブレムに使われている。

#### サントリーフーズサンデルフィス
- イルカ - 愛称は無い。チーム名の「デルフィス」はギリシア語でイルカの意味[172]。

#### 日本航空JAL WINGS
- ジャルビー - モチーフは飛行機の機体[173]。

#### BIG BLUES
- 鶴 - 愛称は無い。「ラグビーを通して社会に恩返しする」というクラブ理念から、恩返しの象徴。

#### 富士フイルムビジネスイノベーショングリーンエルクス
- エルク - ヘラジカがモチーフ[174]。「エルク」はヨーロッパでの呼び名（ゲルマン語起源）[174]。

#### 船岡自衛隊ワイルドボアーズ
- イノシシ - 愛称は無い[175]。エンブレムで使用。

#### 三菱重工長崎ラグビー部
- ネプチューン - ローマ神話の三叉槍を持つ白髭の神。2015年には登場[176]。2013年は龍のエンブレムだった[177]。

#### ライオンファングス
- ライオン - 社名ライオンが由来。企業キャラクター「ライオンちゃん」のたてがみは緑色だが、チームのライオンはデザインが異なり、たてがみは赤[178][179]。

### 大学
- ベア - 天理大学ラグビー部を含む天理ラグビークラブのキャラクター[180]。同大学ホッケー部のキャラクターでもある[181]。熊（テディベア）がモチーフ。1925年（大正14年）にラグビー部を創設させた二代真柱中山正善が「ベア（熊）」と呼ばれていたことにちなむ[181]。
- ジャッカルくん - 摂南大学ラグビー部。モチーフはジャッカル。2021年登場[182]。
- Chubee（チュウビー） - 中央大学ラグビー部。モチーフは鷲。創部90周年の2014年に誕生した[183]。
- シゲル - 東海大学湘南校舎体育会ラグビーフットボール部。モチーフはカモメ。東海大学校章に描かれているカモメ（Seagull）が、海（Sea）を、疾風（Gale）のように飛ぶイメージの造語が、名前の由来[184]。

### 自治体・企業など
- トライくん - 東大阪市が1991年に「ラグビーのまち」として作ったマスコットキャラクター[185]。ヘッドギアをつけた少年。当初は市の印刷物での活動だったが、1992年から「動くトライくん」が登場。途中、何度かのリニューアルを経ている[186][187][188]。2001年12月6日に第81回全国高等学校ラグビーフットボール大会（2001年度大会）のマスコットキャラクターとして発表された[189]。今も、東大阪市花園ラグビー場で開催される全国高等学校ラグビーフットボール大会のほか、東大阪市内のイベントに現れる[190]。「ゆるキャラグランプリ2017」ご当地部門で3位になった[191]。
- スクマム - 熊谷市が「ラグビータウン熊谷」として2019年6月に制作[192]。出会った人とスクラムを組むことが大好きなシロクマの双子の兄弟。鼻が黒いほうがスク、白いほうがマム[193][194][195]。
- カナビー - 神奈川県が、2023年4月13日に県内のラグビー普及・推進のシンボルとして発表[196]。県鳥のカモメがモチーフ。横浜デジタルアーツ専門学校の学生がデザインした。公募を経て2023年9月4日には名前が発表された[197]。
- ラガマルくん[198] - SPORAが運営[199]。ラグビー界全体を応援するキャラクターとして、試合会場で選手たちや他のマスコットとも共演し[200][201]、イベントやWEB上でラグビーの啓蒙活動を行っている[198][202]。M87楕円銀河にある闘球という惑星から来た、イヌによく似た宇宙人[203]。2017年デビュー[203]。ラガルちゃんなどの仲間がいる[204]。2018年6月23日に調布市[205]、同12月23日に東京都府中市の[206]、ラグビー応援アンバサダーに就任した。2023年6月には三菱地所のラグビー日本代表応援企画にも参加した[207][208]。
- だえんくん - 三菱地所「丸の内15丁目PROJECT[209]」のキャラクター[210]。赤いラグビーボール型。丸の内エリアを「ラグビーを楽しむ街」にする[211]。ラグビーワールドカップ2019の開催1年前、2018年9月13日開始[209]。他にシンビンくん、ポールさん、まるのちゃんがいる[210]。
- （旧）ラガーまん - スカパー!のラグビー応援キャラクター[212]。首から上が肉まんになったラグビー選手。「2015年9月19日に変身した」という設定[212] だが、実際は2019年9月20日のラグビーワールドカップ2019開幕後にTwitterでデビュー[213][214]。当初は企業名を伏せて自身の動画・写真と共に投稿していたが、決勝戦の翌日（ワールドカップ終了後）11月3日に初めてスカパー!のキャラクターであることをTwitterで明かした[213][215]。以後、スカパー!のPRで試合会場などに現れた[216]。2022年9月以降の活動休止を自身Twitterで表明した[217]。

### ラグビーワールドカップ
- Mr. Drop（ミスター・ドロップ） - ラグビーワールドカップ1987（第1回、ニュージーランド、オーストラリア共同開催）。ラグビーボール型[218][219]。
- Ruggles The Giraffe（キリンのラグル） - ラグビーワールドカップ1995（第3回、南アフリカ開催）[219][220]
- Dewi The Dragon（ドラゴンのデヴィ） -  ラグビーワールドカップ1999（第4回、イギリス・アイルランド・フランスで開催）モチーフは、ウェールズ国旗のドラゴン[219]。
- Shaun The Sheep（ひつじのショーン） -  ラグビーワールドカップ2015（第8回、イングランド開催）。イギリス制作の既存アニメーションキャラクター[219]。
- Ren-G（レンジー） -  ラグビーワールドカップ2019（第9回、日本開催）。歌舞伎の連獅子がモチーフ[221]。紅白の二人組で白いほうが父親のレン、赤が息子のジー[222]。胸のプレートには、大会ロゴマークを配置。大変好評だったことから[223]、2020年8月24日に日本ラグビーフットボール協会の公式マスコットとして引き続き活躍することとなった[50]。
- クマのぬいぐるみ - ラグビーワールドカップ2023（第10回、フランス開催）。名前はない。玩具メーカー GIPSY TOYS による公式ぬいぐるみ商品[224][225][226][227][228]。同大会では、公式マスコットキャラクターは設けなかった。

### 海外ラグビー協会
- Ruckley（ラックリー）- イングランドラグビー協会のマスコット。ブルドッグがモチーフ[229][230]。
- Scorch（スコーチ）- ラグビーウェールズ代表およびウェールズラグビー協会のマスコット。国章のドラゴンがモチーフ[231][232][233][234]。
- Lochie（ロッキー）- ラグビースコットランド代表およびスコットランドラグビー協会のマスコット。恐竜がモチーフ[235][236]。
- Broc（ブロック）- アイルランドラグビー協会のマスコット。犬（アイリッシュ・ウルフハウンド）がモチーフ[237][238][239]。
- Pee Wee the Kiwi（ピーウィー・ザ・キーウィー）- ラグビーニュージーランド代表（オールブラックス）のマスコット。ニュージーランドに生息する鳥 キーウィがモチーフ[240][241]。
- Wally（ウォーリー） - オーストラリアラグビー協会のマスコット[242]。モチーフはワラビーで、両手のひらを相手に向け、その親指どうしをつけ「W」の形を作り、ファンに「ゴー・ワラビーズ」と叫ばせる[242][243]。
- Bokkie（ボッキー）- ラグビー南アフリカ共和国代表のマスコット。モチーフは、チームの愛称にもなっているウシ科「スプリングボック（springbok）」[244][245]。
- Captain Greene（キャプテン・グリーン）- ラグビーカナダ代表およびカナダラグビー協会のマスコット。ヘラジカがモチーフ[246][247]。

### 海外チーム
- Taniwha（タニファ）- ニュージーランドのノースランド州代表チームのマスコット。マオリ神話に登場する巨大な怪物で、竜や蛇に似た姿をしている[248][249][250]。
- Tah Man、Tah Woman（ター・マン、ター・ウーマン） - オーストラリアのニューサウスウェールズ・ワラターズ。アメリカンコミックスのスーパーヒーローのようにマスクとマントをつけ、全身タイツに身を包んでいる[251][252]。ター・ウーマンは男女平等の観点などから2023年3月に追加された[253]。
- Ovalion （オヴァリヨン）- フランスのプロ最上位リーグ「トップ14」最多優勝チームである スタッド・トゥールーザンのマスコット。ライオンがモチーフ[254][255]。
- Lucky（ラッキー） - フランス「トップ14」優勝回数2位の記録を持つ スタッド・フランセ・パリのマスコット。ピンク色のパンサー（ヒョウ）[255]。伝統チームだが長年マスコットが無く、2016年10月に登場した[256][257]。
- パンサー（ヒョウ） - フランス「トップ14」のプロチーム、スタッド・ロシュレの黒いヒョウ[255]。名前が無いため、「Mascotte Stade Rochelais」（マスコット・スタッド・ロシュレ）の名でFacebookアカウントを持つ[258]。

### 13人制ラグビー

#### ナショナルラグビーリーグ（NRL）
出典
- Blade（ブレイド） - 騎士。Gold Coast Titans（ゴールドコースト・タイタンズ）。
- Bluey（ブルーイ） - 牧羊犬オーストラリアン・キャトル・ドッグ。North Queensland Cowboys（ノースクイーンズランド・カウボーイズ）。
- Buck（バック） - 馬。Brisbane Broncos（ブリスベン・ブロンコズ）。
- Claws（クローズ） - 黒ヒョウ。Penrith Panthers（ペンリス・パンサーズ）。
- Egor and Ellie（エゴールとエリー） - タカ。Manly Warringah Sea Eagles（マンリー＝ワーリンガー・シー・イーグルス）。
- Novo（ノボ） - 騎士。 Newcastle Knights（ニューカッスル・ナイツ）。
- Reefy（リーフィー）とMC Hammerhead（MCハンマーヘッド） - サメとシュモクザメ。Cronulla-Sutherland Sharks（クロヌラ・サザーランド・シャークス）[261]。
- Reggie（レジー） - ウサギ。NRLで最も古いマスコット。South Sydney Rabbitohs（サウスシドニー・ラビトーズ）。
- Rocky（ロッキー） - オスのニワトリ。Sydney Roosters（シドニー・ルースターズ）。
- Scorch（スコーチ） - 緑色のドラゴン。St George Illawarra Dragons（セント・ジョージ・イラワラ・ドラゴンズ）。
- Sparky（スパーキー） - ウナギ。Parramatta Eels（パラマタ・イールズ）。
- Spike（スパイク）・Bella（ベラ）・George（ジョージ）・Brutus（ブルータス） - ブルドッグ。Canterbury-Bankstown Bulldogs（カンタベリー＝バンクスタウン・ブルドッグス）。
- Storm Man（ストームマン） - スーパーヒーロー型。Melbourne Storm（メルボルン・ストーム）。
- Tiki（ティキ） - 1995年に目覚めた守護霊[262]。New Zealand Warriors（ニュージーランド・ウォリアーズ）。
- Timmy（ティミー） - トラ。Wests Tigers（ウェスツ・タイガース）。
- Victor the Viking（ビクター・ザ・バイキング） - ヴァイキング。Canberra Raiders（キャンベラ・レイダース）。

#### 2013年ラグビーリーグワールドカップ
- Grubber and Steed（グラバーとスティード） - グラバーは大きな熊。スティードは顔と腕・脚がついたラグビーボール。公募により3人の児童の作品が選ばれ、合体した[263][264]。

#### 2021年ラグビーリーグワールドカップ（イングランド大会）
- RugBee（ラグビー） - モチーフは蜂。公募により9歳の児童からの2作品が選ばれ、合体[265]。

### 過去のチームなど

#### ジャパンラグビートップリーグ2015-2016
- ゴジラ[266]

#### NTTコミュニケーションズ シャイニングアークス東京ベイ浦安
- ジョリー - モチーフは柴犬。OCNのキャラクター[267] を使用している[268]。

#### 宗像サニックスブルース
- カイト - モチーフは鳶。2005年4月1日誕生[269][270]。

#### コカ・コーラレッドスパークス
- スパーキー - 顔から放射状に赤いスパークが出ている[271][272]。

#### ワールドファイティングブル
- ブルくん - モチーフはブルドッグ[273]。「ブル太」とも呼ばれた[274]。

#### 日本製鉄大分ラグビー部
- ホーネッツ（HORNETS） - スズメバチがモチーフ[275]。

#### サンウルブズ
- ウルビー - モチーフはオオカミ[276]。夢はスーパーラグビー優勝。2017年2月20日発表[277]。試合中、ファンはウルビーの口癖「AWOOOO!（アウー!）」[278] と叫んで応援する[279]。2021年6月12日の試合が最後となった[280]。

## アメリカンフットボール

### Xリーグ

#### X1

##### Xリーグ・イースト
富士通フロンティアーズ
- フロンティー

IBMビッグブルー
- ビーブル君(シャチ)

以下のチームにはマスコットは存在しない（未確認を含む）。
- 明治安田PentaOceanパイレーツ
- ハリケーンズ
- ノジマ相模原ライズ
- 東京ガスクリエイターズ

##### Xリーグ・セントラル
胎内ディアーズ
- バンビベイビーズ
- DEERくん

オービックシーガルズ
- しーがる君

チームユニフォーム姿でヘルメットを着用したカモメ。背番号は100。
- ジェームス君

以下のチームにはマスコットは存在しない（未確認を含む）。
- アサヒビールシルバースター
- オール三菱ライオンズ
- BULLSフットボールクラブ
- AFCクレーンズ

##### Xリーグ・ウェスト
パナソニック インパルス
- メイビー君

アサヒ飲料チャレンジャーズ
- バヤリースオレンジ坊や

名古屋サイクロンズ
- フータン

以下のチームにはマスコットは存在しない（未確認を含む）。
- エレコム神戸ファイニーズ
- アズワンブラックイーグルス
- 西宮ブルーインズ

#### X2

##### Xリーグ・ウェスト
サイドワインダーズ
- ガラ太くん

#### X3

##### 関東地区
クラブオックス川崎AFC（近鉄）
- おくえもん

##### 関西地区
クラブベアーズ
- マッくん

#### 過去のXリーグ
オンワードオークス
- オスキー君

### NFL

#### AFC
東地区
- バッファロー・ビルズ
  - ビリー・バッファロー (Billy Buffalo) - モチーフはアメリカバイソン。
- マイアミ・ドルフィンズ
  - T.D. - モチーフはイルカ。名前はの由来はタッチダウンから。
- ニューイングランド・ペイトリオッツ
  - パット・ペイトリオット (Pat Patriot) - モチーフはパトリオット。

北地区
- ボルチモア・レイブンズ
  - ポー (Poe) - モチーフはワタリガラス。名前の由来はボルチモアに縁のある作家エドガー・アラン・ポーから。三兄弟の末っ子で、かつては兄のエドガーとアランもチームマスコットだった。
- シンシナティ・ベンガルズ
  - フー・ディ (Who Dey) - モチーフはベンガルトラ。名前の由来はベンガルズの応援歌の題名。
- クリーブランド・ブラウンズ
  - チョンプス (Chomps) - モチーフは犬。
- ピッツバーグ・スティーラーズ
  - スティーリー・マクビーム (Steely McBeam) - モチーフは製鋼工場の労働者。

南地区
- ヒューストン・テキサンズ
  - トロ (Toro） - モチーフは雄牛。
- インディアナポリス・コルツ
  - ブルー (Blue) - モチーフは若い雄馬（コルト）。
- ジャクソンビル・ジャガーズ
  - ジャクソン・デ・ビル（Jaxson de Ville） - モチーフはジャガー。
- テネシー・タイタンズ
  - T-ラック (T-Rac) - モチーフはテネシー州の動物アライグマ。

西地区
- デンバー・ブロンコス
  - マイルズ (Miles) - モチーフは野生馬（ブロンコ）。
- カンザスシティ・チーフス
  - K・C・ウルフ (K.C. Wolf) - モチーフはオオカミ。由来はかつての本拠地カンザスシティ・ミュニシパル・スタジアムに集ったファン集団のあだ名「ウルフパック（オオカミの群れ）」から。
- サンディエゴ・チャージャーズ
  - ボルトマン (Boltman) - モチーフは稲妻 ＋人間。

#### NFC
東地区
- ダラス・カウボーイズ
  - ローディー (Rowdy) - モチーフはカウボーイ。
- フィラデルフィア・イーグルス
  - スウープ (Swoop) - モチーフはハクトウワシ。

北地区
- シカゴ・ベアーズ
  - ステイリー・ダ・ベア (Staley Da Bear) - モチーフは熊。名前の由来はチーム創設者のA・E・ステイリー (A. E. Staley)から。
- デトロイト・ライオンズ
  - ローリー（Roary） - モチーフはライオン。
- ミネソタ・バイキングス
  - ラグナー (Ragnar) - モチーフはバイキング。
  - ビクター (Viktor) - モチーフはバイキング。NFLの公式マスコットでは唯一の生身の人間。

南地区
- アトランタ・ファルコンズ
  - フレディ・ファルコン (Freddie Falcon) - モチーフはハヤブサ。
- カロライナ・パンサーズ
  - サー・パー (Sir Purr) - モチーフはクロヒョウ。
- ニューオーリンズ・セインツ
  - ガンボ (Gumbo) - モチーフはセントバーナード。
  - サー・セイント (Sir Saint）
- タンパベイ・バッカニアーズ
  - キャプテン・フィアー (Captain Fear) - モチーフはバッカニア（17世紀のカリブ海の海賊の総称）の船長。

西地区
- アリゾナ・カージナルス
  - ビッグ・レッド (Big Red) - モチーフはショウジョウコウカンチョウ。
- セントルイス・ラムズ
  - ランページ (Rampage) - モチーフはビッグホーン。
- サンフランシスコ・フォーティナイナーズ
  - サワードウ・サム (Sourdough Sam) - モチーフはカリフォルニア・ゴールドラッシュに集まった金の採掘者。
- シアトル・シーホークス
  - ブリッツ (Blitz) - モチーフはミサゴ。

以下のチームには公式マスコットが存在しない。
- ニューヨーク・ジェッツ
- ラスベガス・レイダース
- ニューヨーク・ジャイアンツ
- ワシントン・コマンダース
- グリーンベイ・パッカーズ

## フィールドホッケー

### 日本リーグ

#### 女子
ソニーHC BRAVIA Ladies
- ラビちゃん

コカ・コーラウレッドスパークス
- スパークイーン

## バスケットボール

### 日本男子バスケットボール

#### Bリーグ（B1・B2）
レバンガ北海道
- レバード - モチーフは鷲。背番号は北海道の市外局番014。

青森ワッツ
- クイッキー・デッチ - モチーフはリス。背番号は02。

岩手ビッグブルズ
- BULLZO（ブルゾー） - モチーフはウシ。背番号は11。2016年のBリーグ発足時に誕生。

秋田ノーザンハピネッツ
- Bicky - モチーフはカエル。背番号は82。

仙台89ERS
- ティナ - モチーフはライオン。背番号は89。

山形ワイヴァンズ
- ヴァンゴー - モチーフはワイバーン。背番号は850。

福島ファイヤーボンズ
- ボンズくん - モチーフは福島県の鳥・キビタキ。背番号は99。

茨城ロボッツ
- ロボスケ - モチーフはロボット。2018年1月に誕生。背番号は01（2進数に因む）。

宇都宮ブレックス
- ブレッキー - モチーフは熊。体色はチームカラーと同じ黄色。背番号は栃木県の市外局番028。
- ベリー - チアガールの衣装を着た女の子の熊。体色は薄いピンク。

群馬クレインサンダーズ
- さんだくん - モチーフは鶴。背番号は39（感謝の意を表す）。

越谷アルファーズ
- アルファマン - モチーフはヒーロー。

千葉ジェッツ
- ジャンボくん - モチーフは象、背番号はzooを意味する200。
- マスク・ド・オッチー - 赤い目だし帽を着て謎のダンスを踊る人間。チーム非公認マスコットだがチームのイヤーブックには記載されていてグッズも販売されている。

アルバルク東京
- ルーク - 赤い熊。アルバルくんに代わり、Bリーグ開幕に伴ってデビュー。

サンロッカーズ渋谷
- サンディー - モチーフはホッキョクグマ。背番号36（サンロッカーズの語呂合わせ）。ポジションはガード。

川崎ブレイブサンダース
- ロウル - モチーフは○○。
- ブレイビー - モチーフは雷神の子供。

横浜ビー・コルセアーズ
- コルス君 - モチーフは海賊船の船長の息子。サンリオのデザイン担当者であった百瀬博之のデザイン。

新潟アルビレックス
- アルードくん - モチーフは白鳥。2009年4月誕生。

富山グラウジーズ
- グラッキー - モチーフは雷鳥。

信州ブレイブウォリアーズ
- ブレアー - モチーフは雪男。背番号は23（球団発足の平成23年に因む）。

ベルテックス静岡
- ベルティ - モチーフは富士山麓に住むと言われているUMA。

三遠ネオフェニックス
- ダンカー - モチーフはフェニックス。背番号は83。

シーホース三河
- シーホースくん - モチーフはタツノオトシゴ。

タツヲ - モチーフはカツオ。魚を手に持っている。非公式キャラクターだが「公式風」を名乗る。
名古屋ダイヤモンドドルフィンズ
- ディーディー - モチーフはイルカ。

ファイティングイーグルス名古屋
- LEADくん - モチーフはイヌワシ。背番号は758（名古屋に因む）。

滋賀レイクス
- マグニー - モチーフはビワコオオナマズ。

京都ハンナリーズ
- はんニャリン - 2010年10月誕生。モチーフは青い猫。

大阪エヴェッサ
- まいどくん - モチーフは大阪の商売繁盛の神、戎様。

バンビシャス奈良
- シカッチェ - モチーフは鹿。

島根スサノオマジック
- すさたまくん - モチーフはスサノオ。背番号は999。

広島ドラゴンフライズ
- モヒカンアビィ - モチーフはアビ。

愛媛オレンジバイキングス
- バルト - モチーフはバイキング帽を被ったみかん。2018年5月現在立体化はされていない。

ライジングゼファーフクオカ
- 神 (ジン) くん - モチーフは雷神。

佐賀バルーナーズ
- バルたん - モチーフは○○。

長崎ヴェルカ
- LUCA

熊本ヴォルターズ
- ぼるたん - モチーフは熊。

琉球ゴールデンキングス
- ゴーディー - 2015年10月5日誕生。モチーフはバスケットボールの妖精。

以下のチームにはマスコットが存在しない。
- アルティーリ千葉
- 神戸ストークス

#### B3リーグ
さいたまブロンコス
- ブロニー - モチーフは馬。

東京ユナイテッド
- ユナイト

東京八王子ビートレインズ
- トレンチー - モチーフはチーター。背番号は802（八王子に因む）。

立川ダイス
- （愛称募集中） - モチーフはかまいたち。

横浜エクセレンス
- ピック&ロール

湘南ユナイテッド
- （愛称募集中）

金沢武士団
- ライゾウ - モチーフは柴犬。石川県を代表する武将・前田利家と、その幼名「犬千代」に因んでデザインされた。イメージ画では和装を纏っており、頭に兜、腰に木刀を携えている。2017年に登場、翌2018年に名前が決定した。背番号は100（加賀百万石に因む）。
- 2015年のチーム発足時は、石川県の非公認キャラクター「たまひめちゃん」が、チーム公式マネージャーとしてマスコットの代役を務めていた。

福井ブローウィンズ
- BOOZ

岐阜スゥープス
- スパーキー - モチーフはクマタカ。

豊田合成スコーピオンズ
- スコッピー - モチーフはサソリ。

ヴィアティン三重
- ヴィアくん

トライフープ岡山
- トライプ - モチーフはトリケラトプス。

徳島ガンバロウズ
- チェック＆バロウ

香川ファイブアローズ
- 神破命（シンパノミコト） - 2020年1月誕生。アロルド・ズッキーニに代わり登場。

鹿児島レブナイズ
- れぶにゃん - モチーフは猫。背番号は00。黒いフェイスガードのようなマスクを被っている。

以下のチームにはマスコットが存在しない。
- アースフレンズ東京Z
- しながわシティ
- 山口パッツファイブ

#### その他
東京海上日動ビッグブルー
ブルルン - モチーフはサメ。
和歌山トライアンズ
トライ、アン - モチーフは和歌山の精霊。
プロテリアル ブルドッグス
（愛称不明） - ブルドッグがモチーフ。
黒田電気ブリット・スピリッツ
（愛称不明） - 弾丸がモチーフ。
石川ブルースパークス
（愛称不明） - イヌワシがモチーフ。

#### 過去のチーム
- 東京アパッチ
  - アパ君、チーちゃん - モチーフは犬。
- 宮崎シャイニングサンズ
  - キャプテン ザックス - モチーフは牛。
- 大分ヒートデビルズ（現愛媛オレンジバイキングス）
  - ディーディー - モチーフは地獄の番人をイメージした悪魔。
  - Mr.D - 全身黒タイツであること以外は全てが謎に包まれたキャラクター。
- 高松ファイブアローズ（現香川ファイブアローズ）
  - サマー、シルキー -共にモチーフはフェニックス。プロ野球サーパス（オリックス・バファローズの2軍）のマスコットとして誕生し、かつてはサーパスと共用していた。
- ライジング福岡（現ライジングゼファーフクオカ）
  - ライゴッチ - 2009年誕生。モチーフはスーパー戦隊シリーズ。愛称は公募され、2008年8月公表された。
- レノヴァ鹿児島（現鹿児島レブナイズ）
  - レノヴァスター - 星がモチーフ。2008年9月発表予定→発表に至らず
- オーエスジーフェニックス東三河（現三遠ネオフェニックス）
  - フェニックスくん
- レラカムイ北海道（現レバンガ北海道）
  - クィッキー - キタキツネがモチーフ。
- パナソニックトライアンズ（現和歌山トライアンズ）
  - ガンバラナイト - 騎士がモチーフ。
- トヨタ自動車アルバルク東京（現アルバルク東京）
  - アルバルくん - 2016年まで。
- 兵庫ストークス（現神戸ストークス）
  - ビクトリくん
- 東京サンレーヴス（現しながわシティ）
  - サンカクさん - 2019年に3×3クラブのSANKAK.EXEより期限付き移籍。
- 埼玉ブロンコス（現さいたまブロンコス）
  - キズナ・ブロンコス - モチーフは馬。
- 東京エクセレンス（現横浜エクセレンス）
  - tex - モチーフは熊。2016-17シーズン途中から登場するが、2019-20シーズン開幕直前、著作権管理会社との契約合意に至らず活動休止となる[281]。
- アイシン アレイオンズ
  - （愛称不明） - モチーフはアレイオーン。
- 西宮ストークス（現神戸ストークス）
  - ストーキー - モチーフはコウノトリ。

### 日本女子バスケットボール

#### Wリーグ
- ENEOSサンフラワーズ
  - エネゴリ - ゴリラがモチーフ。テレビCMや広告にも登場するキャラクター。背番号00のユニフォーム姿で試合会場などに現れる。
- 富士通レッドウェーブ
  - レッディ - 海鷲がモチーフ
- トヨタ自動車アンテロープス
  - アンテノーク
- シャンソンVマジック
  - マジタン
- 三菱電機コアラーズ
  - ココラ - コアラがモチーフ
- アイシン・エィ・ダブリュ ウィングス
  - ウィンクルちゃん - 鳥がモチーフ
- デンソーアイリス
  - アイリスちゃん
- 羽田ヴィッキーズ
  - ヴィッキーちゃん - ネコがモチーフ。
- トヨタ紡織サンシャインラビッツ
  - ラビ子 - ウサギがモチーフ。
- 日立ハイテク クーガーズ
  - クゥー - ピューマがモチーフ。
- 山梨クィーンビーズ
  - クィーンビー - ミツバチがモチーフ。
- 新潟アルビレックスBBラビッツ
  - アルード
- プレステージ・インターナショナル アランマーレ
  - アラマ
- 姫路イーグレッツ
  - イーグリー

#### その他
- 今治オレンジブロッサム
  - スコット - ミカンの花がモチーフ。
- 鶴屋百貨店女子バスケットボール部
  - つるっピー - ツルがモチーフ。

#### 過去のチーム
- 東京海上日動ビッグブルー - サメがモチーフ。愛称不明。
- JALラビッツ（現新潟アルビレックスBBラビッツ）
  - ラビッツ - ウサギがモチーフ
- JOMOサンフラワーズ（現ENEOSサンフラワーズ）
  - デリス - 犬がモチーフ。旧共同石油→ジャパンエナジーのマスコットでもあった。

### 日本バスケットボール関連その他
- フーピー（JBLマスコット）
- バスくん（フジテレビ系列バスケットボール番組）

### NBA

#### 東地区
- ボストン・セルティックス
  - ラッキー - モチーフはレプラコーン。
- ニュージャージー・ネッツ
  - スライ - モチーフは狐。本名「スライ・ザ・フォックス」。
- ニューヨーク・ニックス
  - 不明
- フィラデルフィア・セブンティシクサーズ
  - HIP HOP - モチーフは、ウサギ。サングラスとバンダナをしている。
- トロント・ラプターズ
  - ラプター - モチーフは恐竜。好きな映画はジュラシックパーク、ゴジラ。
  - ジェシカ - ラプターの妹。青い目で金髪の恐竜である。
- シカゴ・ブルズ
  - ベニー・ザ・ブル - モチーフは牛。
  - ダ・ブル
- クリーブランド・キャバリアーズ
  - ムーンドッグ - モチーフは犬。
- デトロイト・ピストンズ
  - フーパー - モチーフは馬。
  - ミニ・フーパー
- インディアナ・ペイサーズ
  - ブーマー
- ミルウォーキー・バックス
  - バンゴ - モチーフは牡鹿。
- アトランタ・ホークス
  - スカイホーク - モチーフは鷹。胸にはSの字を模ったマークが付いている。
- シャーロット・ボブキャッツ
  - 不明
- マイアミ・ヒート
  - バーニー
- オーランド・マジック
  - スタッフ - モチーフはドラゴン。
- ワシントン・ウィザーズ
  - ジー・ウィズ - G.Wiz。モチーフは魔法使い。

#### 西地区
- ダラス・マーベリックス
  - マブスマン - 体中にバスケットボールの模様が入っている。
- ヒューストン・ロケッツ
  - クラッチ - モチーフはヨギベア。本名「クラッチ "ザ・ロケッツ・ベアー"」。WNBAヒューストン・コメッツのマスコット「ハーレイ」はガールフレンド。
- メンフィス・グリズリーズ
  - スーパーグリズリー - 電話ボックスに入って変身する。
- ニューオーリンズ・ホーネッツ
  - ヒューゴ・ザ・ホーネット - モチーフは蜂。人型マスコットに変身することができ、NBAマスコット・スラムダンクコンテストに於いて何度か優勝を飾った。
- サンアントニオ・スパーズ
  - ザ・コヨーテ - モチーフはコヨーテ。背番号は「2!」。2007年にマスコットの殿堂入り。
- デンバー・ナゲッツ
  - ロッキー - チャールズ・バークレーに蹴られ倒されたことがある。
- ミネソタ・ティンバーウルブズ
  - クランチ - モチーフは狼。
- ポートランド・トレイルブレイザーズ
  - ブレイズ - モチーフは猫。
- シアトル・スーパーソニックス
  - スカッチ - モチーフはUMA（未確認生物）。
- ユタ・ジャズ
  - ジャズ・ベアー
- ゴールデンステート・ウォリアーズ
  - サンダー - 本名サンダーボルト。
- ロサンゼルス・クリッパーズ
  - 不明
- ロサンゼルス・レイカーズ
  - 不明
- フェニックス・サンズ
  - ゴリラ - モチーフはゴリラ。
- サクラメント・キングス
  - スラムサン - Slamson。モチーフはライオン。

### バスケットボール・ワールドカップ（旧世界選手権）
- バッドばつ丸（2006年バスケットボール世界選手権）
- バスキャット（2010年バスケットボール世界選手権）トルコのヴァン猫がモデル。

## バレーボール

### V.LEAGUE
- チャチャ丸 - モチーフは丸顔の少年。第5回（1998年）まで使用。立体化もしていた。
- ブイリー - モチーフはウサギとクマのハーフ、2016/17シーズンに誕生[282]。
- ブイきち - モチーフはオオカミ[283]。

#### 男子
ヴォレアス北海道
- ヴォレ - モチーフはエゾオオカミ。

つくばユナイテッドSun GAIA
- GAIAN - モチーフはフクロウ。

埼玉アザレア
- アザレア君 - モチーフはアザレア。

千葉ZELVA
- ゼルバード - モチーフはコアジサシ。

東京グレートベアーズ
- グレベアくん - モチーフはおおぐま座。

警視庁フォートファイターズ
- ピーポくん

東京ヴェルディ
- リヴェルン
- ヴェルディくん - いずれもJリーグと兼任。

富士通カワサキレッドスピリッツ
- レスピー - モチーフはリス。

長野GaRons
- リュウガ - モチーフは龍。

VC長野トライデンツ
- グロッテ - コヨーテをモチーフ。

東レ・アローズ
- アローくん - モチーフは矢印、女子チームと兼任。

アイシンティルマーレ
- ティルゴン - モチーフは碧竜。

ジェイテクトSTINGS
- スティンビー - モチーフは蜂。

ウルフドッグス名古屋
- ウルドくん - モチーフは狼と犬のハイブリッド犬種。

大同特殊鋼レッドスター
- レッグ - モチーフはオジロワシ。

トヨタ自動車サンホークス
- トヨタカ君 - モチーフは鷹。

ヴィアティン三重
- ヴィアくん - 女子チーム、JFL、Bリーグと兼任。

クボタスピアーズ
- スッピー - リーグワンと兼任。

日本製鉄堺ブレイザーズ
- 我王（がおう） - モチーフは黄色い怪獣。

きんでんトリニティーブリッツ
- ブリッツくん - モチーフはウサギ。

パナソニックパンサーズ
- パピネス - モチーフは妖精。

サントリーサンバーズ
モチーフは赤い鳥。
- スーパーサンバーズくん
- ムーンバーズくん

兵庫デルフィーノ
モチーフはイルカ。
- デルコ
- イルカン

奈良ドリーマーズ
- どりっぴー - モチーフは鹿。

JTサンダーズ広島
- サンダー坊や - モチーフは雷。

大分三好ヴァイセアドラー
- アド郎 - モチーフは白鷲。

フラーゴラッド鹿児島
- 霧島レイ - モチーフは人間の少女、ユピテルのキャラクターと兼任。

以下のチームにはマスコットは存在しない（未確認を含む）。
- トヨタモビリティ東京スパークル
- 近畿クラブスフィーダ
- 福岡ウイニングスピリッツ

過去のチーム
- NECブルーロケッツ
  - アポロ - モチーフは宇宙飛行士。
- 旭化成スパーキッズ
  - スパーくん - モチーフは人間の少年。
- サフィルヴァ北海道（現:北海道イエロースターズ）
  - サフィー - モチーフはエゾユキウサギの戦士。
- FC東京（現:東京グレートベアーズ）
  - 東京ドロンパ - Jリーグと兼任。
- 豊田合成トレフェルサ（現:ウルフドックス名古屋）
  - トレフェルサ君(TREFUERZA) - イタリア語の「TRE（3つ）」とスペイン語の「FUERZA（力）」。社のモットー「知力×気力×体力」に由来。
  - パーリオ(PALIO) - イタリア語で勝利者の証。
  - ベローナ(BELLONA) - イタリア語で戦いの女神。
- パナソニックパンサーズ
  - パナ吉 - モチーフは黒豹。

#### 女子
アルテミス北海道
- ルナ - モチーフはエゾシカ。

プレステージ・インターナショナルアランマーレ
- アラマ - モチーフは波とオレンジ、Wリーグ、ハンドボールと兼任。

リガーレ仙台
- りがっぺ - モチーフはクオッカ。

日立Astemoリヴァーレ
- リヴァーレ(Rivale) - モチーフはウサギ、イタリア語で「好敵手・ライバル」と言う意味。

群馬グリーンウイングス
- みどはちゃん - モチーフはヤマドリ。

埼玉上尾メディックス
- メディーア - モチーフは女神アテナに仕える天界の女戦士。
- クスクス - モチーフは神獣ムササビ、守備のスペシャリスト。

千葉エンゼルクロス
- エンクちゃん - モチーフは天使。

GSS東京サンビームズ
- サンビームス君 - モチーフは太陽。

NECレッドロケッツ
- キャプテン スティーム - リーグワンと兼任。

KUROBEアクアフェアリーズ
- アキュ - モチーフは水の妖精。

PFUブルーキャッツ
- ブルーニャ - モチーフは青いメス猫。

ルートインホテルズブリリアントアリーズ
- ルートン - モチーフは羊。

JAぎふリオレーナ
- みのっ太 - モチーフは岐阜の特産物。

ブレス浜松
- イブちゃん - モチーフは天馬。

トヨタ車体クインシーズ
- クインちゃん - モチーフは女王。

デンソー・エアリービーズ
- ぶんぶん - モチーフはミツバチ。

ヴィアティン三重
- ヴィアくん - 男子チーム、JFL、Bリーグと兼任。

東レ・アローズ
- アローくん - 男子チームと兼任。

JTマーヴェラス
- マーヴェりん - モチーフは太陽。

ヴィクトリーナ姫路
- ヴィック - モチーフはシラサギ。
- リーナ - モチーフは人間の女の子。

岡山シーガルズ
- ウィンディー - モチーフはカモメ。

大野石油広島オイラーズ
- ヤッパ君 - モチーフはカブトムシ。

カノアラウレアーズ福岡
- カノ福 - モチーフは福智山の守り神[284]。

久光スプリングス
- ハルちゃん - モチーフはメジロ。

フォレストリーヴズ熊本
- フォレスティン - モチーフは葉っぱ。

以下のチームにはマスコットは存在しない（未確認を含む）。	
- 倉敷アブレイズ

過去のチーム
- 武富士バンブー
  - モチーフはかぐや姫。愛称不明。
- パイオニアレッドウィングス
  - レッピィ - モチーフは赤い鳥。
- NECレッドロケッツ
  - ルナ - モチーフは宇宙飛行士。
- 久光製薬スプリングス（現:久光スプリングス）
- ハルちゃん（初代） - モチーフは主力商品である湿布。

### 日本バレーボール関連その他
- バボちゃん（フジテレビ・ワールドカップバレー）
- ブーナス、バレブー[285]（TBSバレーボール中継）
- CHARM TWINS - 双子の天使、ジサンカ・イテンカ（日本バレーボール協会）[286]
- 火の鳥ちゃん（バレーボール日本女子代表）、龍神くん（バレーボール日本男子代表）[287]
- ミヤバちゃん（宮崎県バレーボール協会）
- クロッキー（黒鷲旗全日本男女選抜バレーボール大会）
- おおさかマレン（大阪府ママさんバレーボール連盟）[288]

### バレーボール世界選手権
- VVちゃんとBBちゃん、助六（1998年バレーボール世界選手権）
- Casper（2002年バレーボール女子世界選手権）
- Minto（2002年バレーボール男子世界選手権）
- ヴァルくん（2006年バレーボール世界選手権）
- VOLLY（2010年バレーボール男子世界選手権）

### ビーチバレー
- UNICO（ユニコ）- 日本ビーチバレーボール連盟のイメージキャラクター[289][290]

### パークバレー
- Parky（パーキー）

## ハンドボール

### 日本ハンドボールリーグ

#### 男子
大崎電気
- ネズミがモチーフ。愛称不明。

北陸電力ブルーサンダー
- カルポ君 - カミナリをイメージした坊や。

大同特殊鋼
- ニック - 不死鳥をモチーフ。

トヨタ車体
- ゴリラがモチーフ。愛称不明。

豊田合成
- ファルコン君 - ハヤブサをモチーフ。

トヨタ紡織九州
- トルネード君 - 竜巻をモチーフ。

琉球コラソン
- ドラゴンをモチーフ。愛称不明。

以下のチームにはマスコットが存在しない。
- 湧永製薬
- トヨタ自動車東日本

#### 女子
プレステージ・インターナショナル アランマーレ
- アラマ - オレンジと波をモチーフ。

北國銀行
- ドリー - ミツバチをモチーフ。

飛騨高山ブラックブルズ岐阜
- ヒットくん - 黒牛をモチーフ。

HC名古屋
- ナポック & アイラ - コアラをモチーフ。

三重バイオレットアイリス
- ミビィ - 菖蒲をモチーフ。

大阪ラヴィッツ
- ラヴィーちゃん - ウサギをモチーフ。

イズミ
- メイプルちゃん - カエデをモチーフ。

オムロン
- ピンディー - シカをモチーフ。

ソニーセミコンダクタマニュファクチャリング
- Winくん - イルカをモチーフ。

### チャレンジ・ディビジョン
HONDA
- ウインディー - トナカイをモチーフ。

トヨタ自動車
- グリフィン - グリフォン（伝説の動物）をモチーフ。

## アイスホッケー

### NHL
- HockeyBird

ゲームアプリ「Angry Birds」シリーズのロビオ・エンターテインメントが、Angry Birdsの鳥に似せてデザインしたキャラクター。2012年にロビオの地元フィンランドなどで開催されたアイスホッケー世界選手権のマスコットキャラクターとして登場したが、2014年1月にNHLが新たにマスコットキャラクターとして採用。
ボストン・ブルーインズ
- ブレイズ・ザ・ブルーイン(Blades the Bruin) - クマがモチーフ。

バッファロー・セイバーズ
- セイバートゥース（Sabretooth） - 愛称はトゥース[291]

デトロイト・レッドウィングス
- アル・ジ・オクトパス（英語版） - タコがモチーフ。

フロリダ・パンサーズ
モントリオール・カナディアンズ
- ユッピー（Youppi!）

1979年にMLBのモントリオール・エクスポズのマスコットとしてデビュー。2004年シーズン終了後にチームがワシントンへ移転したため引退するが、翌2005年9月に同じくモントリオールを本拠地とするカナディアンズの初代マスコットとして復活。2つの異なるプロ競技で活躍するマスコットは世界で初。
オタワ・セネターズ
タンパベイ・ライトニング
トロント・メープルリーフス

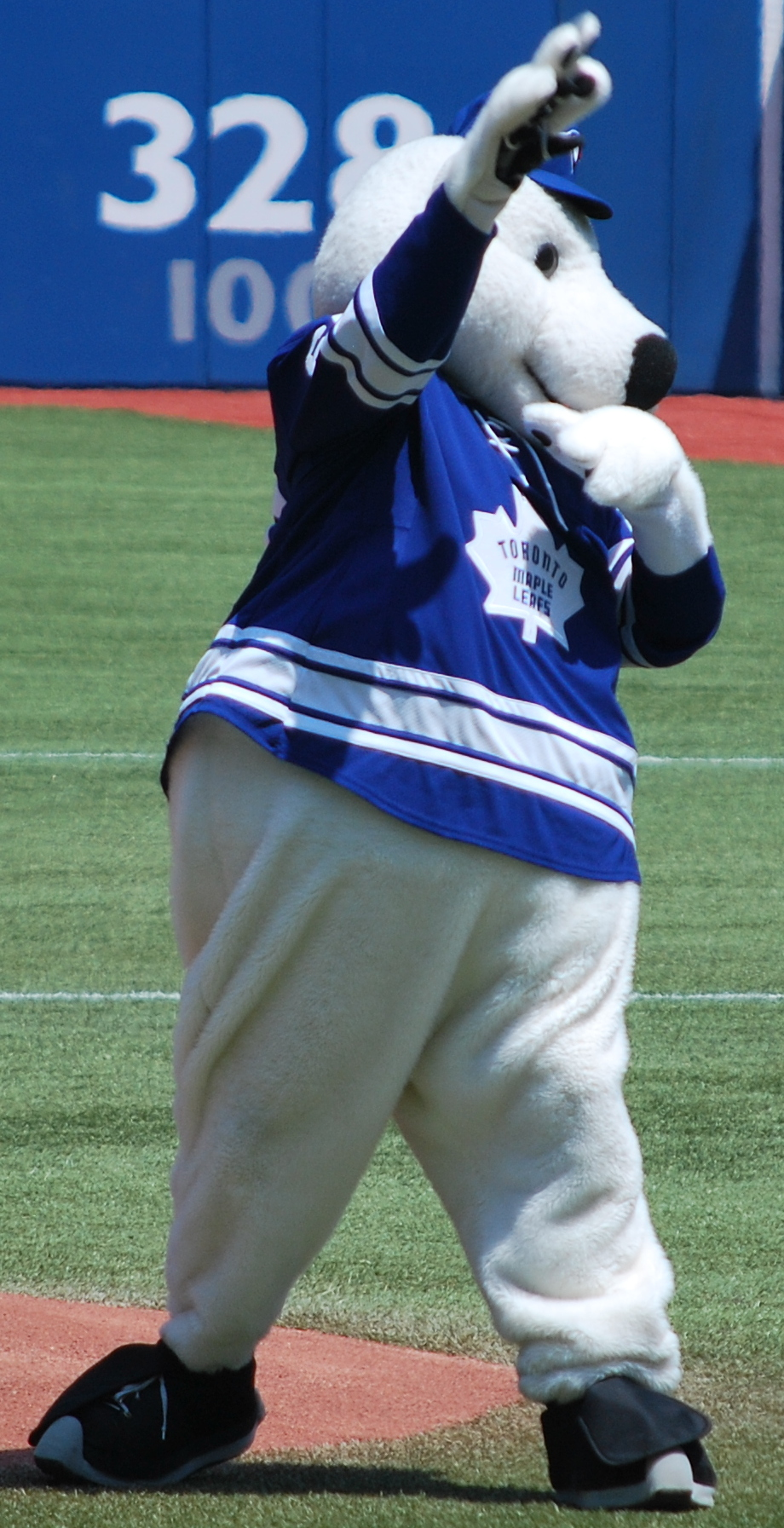
トロントを本拠地とするブルージェイズの試合で始球式を行うカールトン・ザ・ベアー
(2013年5月20日、ロジャーズ・センターにて)

- カールトン・ザ・ベアー（Carlton the Bear） - シロクマがモチーフ。

カロライナ・ハリケーンズ
コロンバス・ブルージャケッツ
ニュージャージー・デビルス
ニューヨーク・アイランダース
ニューヨーク・レンジャース
フィラデルフィア・フライヤーズ
- グリッティ（英語版）（Gritty）

ピッツバーグ・ペンギンズ
ワシントン・キャピタルズ
アナハイム・ダックス
カルガリー・フレームス
- ハービー・ザ・ハウンド（Harvey the Hound） - ハウンドがモチーフ。

エドモントン・オイラーズ
ロサンゼルス・キングス

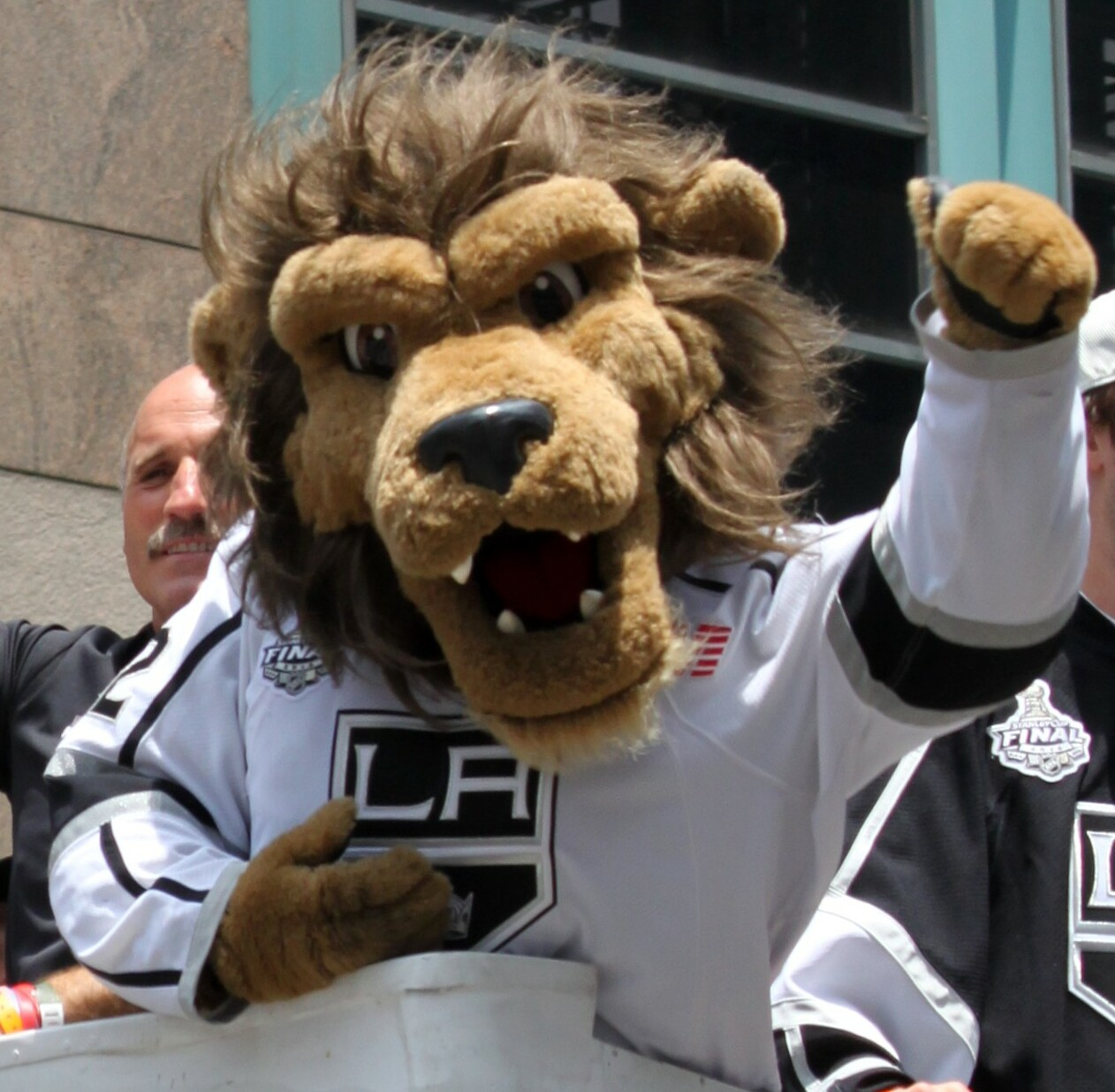
2012年の優勝パレードにて

- ベイリー（Bailey） - ライオンがモチーフ。

シアトル・クラーケン
- ブイ（英語版）（Buoy） - トロールがモチーフ。

サンノゼ・シャークス
バンクーバー・カナックス

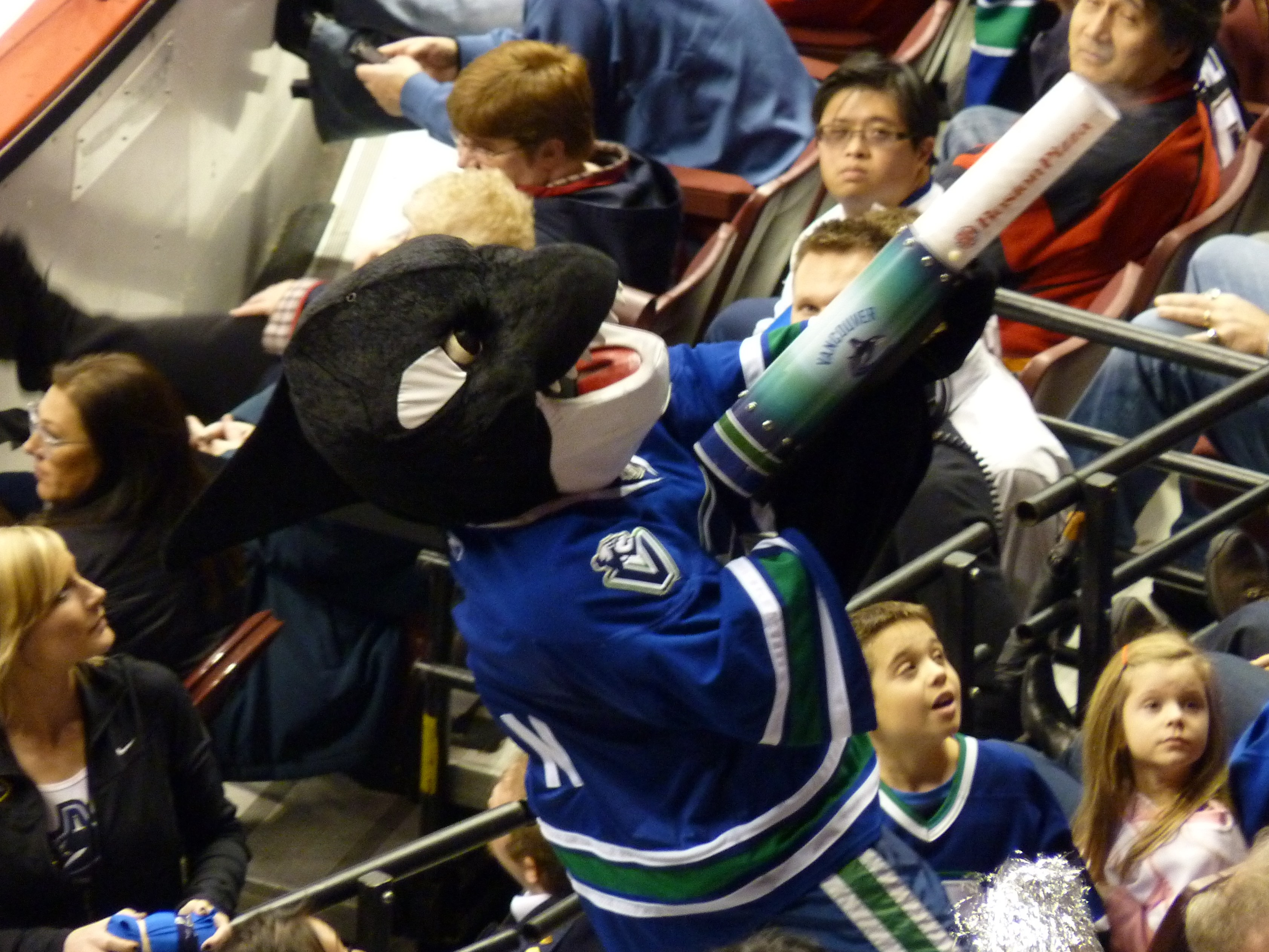
2009年

- フィン・ザ・ホエール（Fin the Whale） - シャチがモチーフ。

ベガス・ゴールデンナイツ
- チャンス・ザ・ジラ・モンスター（Chance the Gila Monster） - アメリカドクトカゲがモチーフ。

アリゾナ・コヨーテズ
シカゴ・ブラックホークス
コロラド・アバランチ
- バーニー・ザ・セントバーナード（Bernie the St. Bernard） - セント・バーナード犬がモチーフ。

ダラス・スターズ
ミネソタ・ワイルド
ナッシュビル・プレデターズ
- グナッシュ（Gnash） - スミロドンがモチーフ。

セントルイス・ブルース

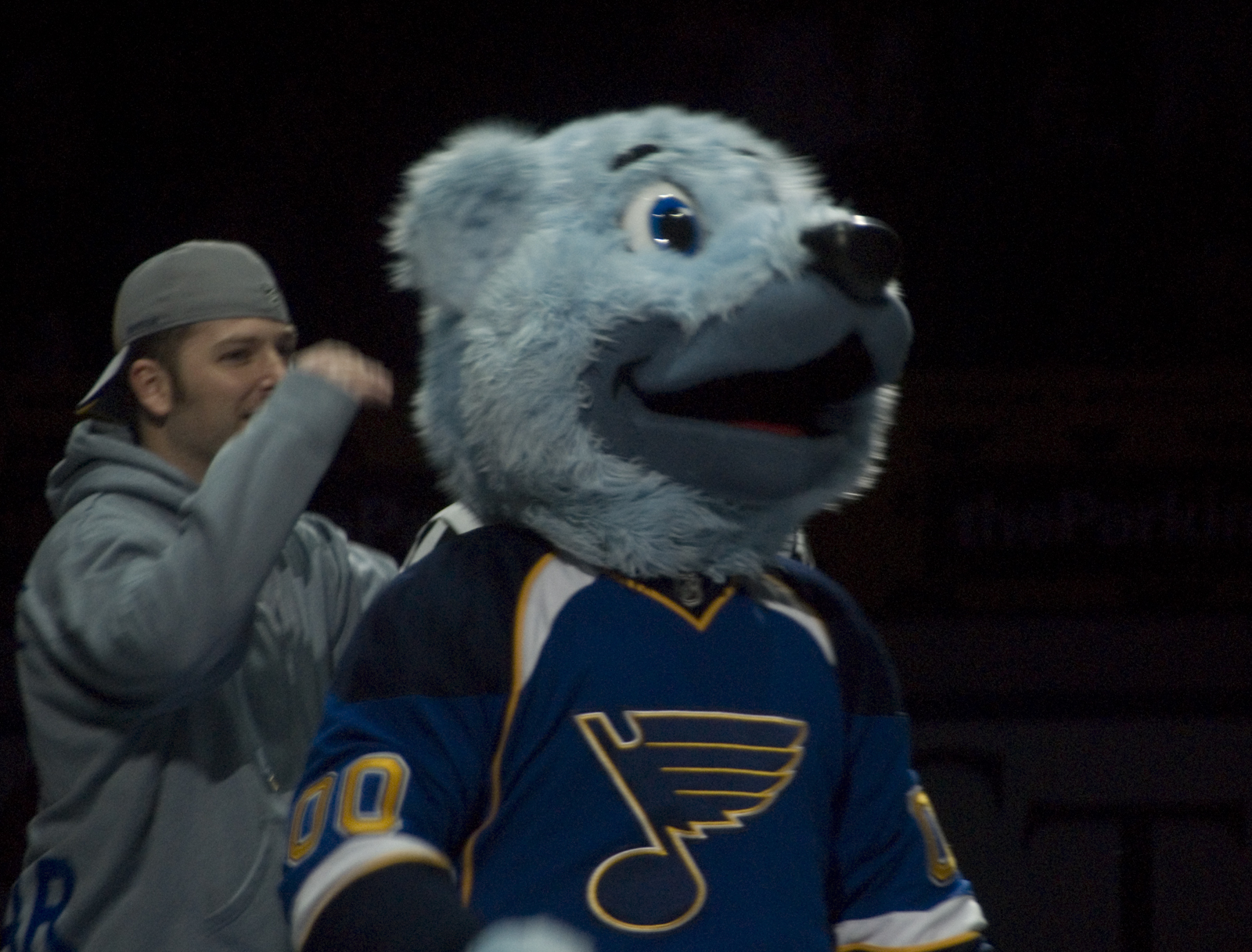
2011年2月19日

- ルーイ（Louie） - 青い毛でホッキョクグマがモチーフである。

ウィニペグ・ジェッツ
- ベニー（Benny） - 名前の由来はエルトン・ジョンの『ベニーとジェッツ』から。

### アジアリーグアイスホッケー
HLアニャン
レッドイーグルス北海道
- 鷲斗（しゅうと）- ワシをモチーフ。

H.C.栃木日光アイスバックス
- バウ - シカをモチーフ

東北フリーブレイズ
- ブレイジー- ペガサスをモチーフ。

横浜GRITS

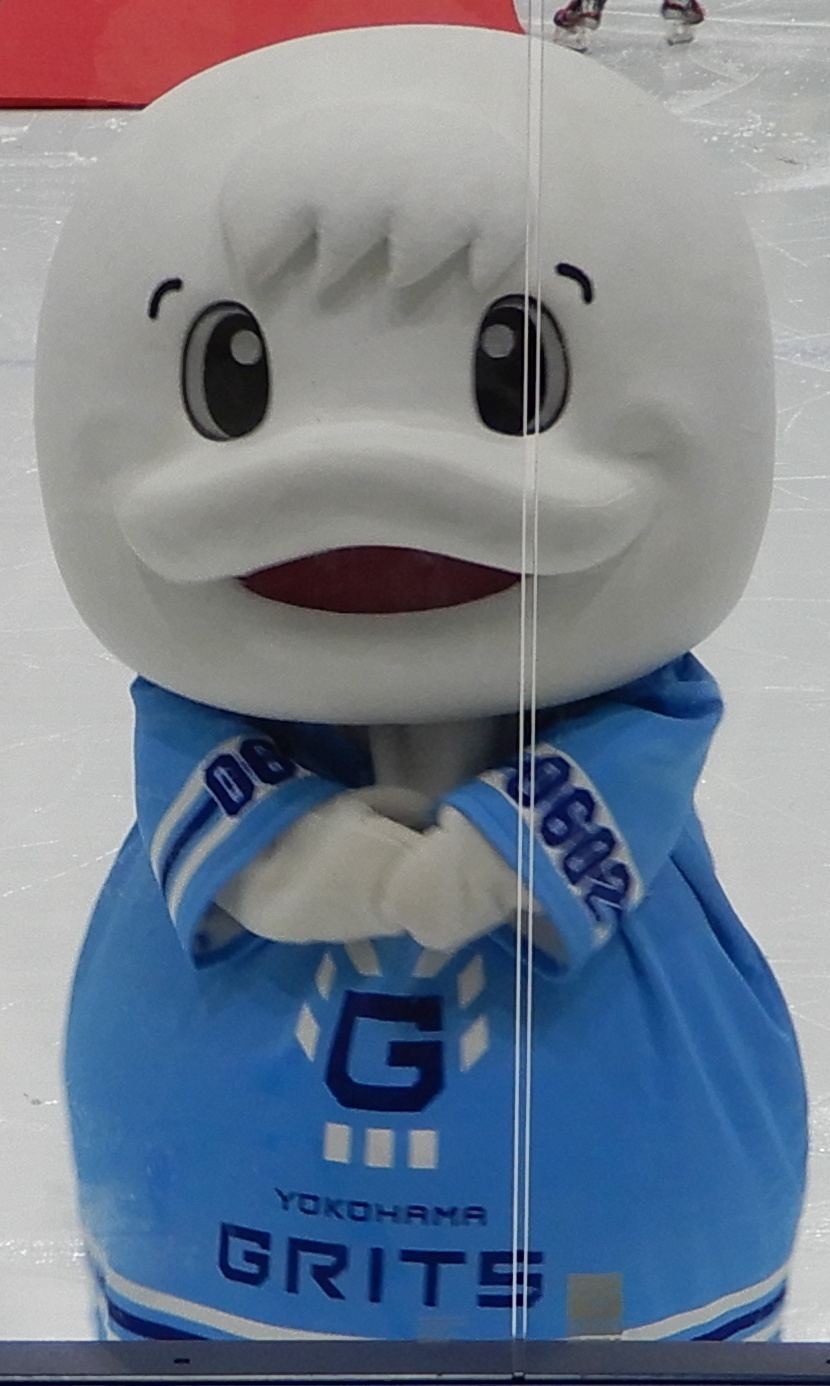
横浜GRITSのグルーガ
(2023年9月17日、新横浜スケートセンターにて)

- グルーガ - シロイルカがモチーフ。2020年6月24日に誕生[292]。

### Jアイスリーグ
香川アイスフェローズ
- アイ☆ベア - テディベアをモチーフ。

### スマイルリーグ
SEIBUプリンセス ラビッツ
- ラビッツ

### その他
北海道ワイルズ
- P.P. ハウリー - オオカミがモチーフ。2023年8月25日に誕生[293]。

### 過去のチーム
SEIBUプリンス ラビッツ
- ラビッツ - ウサギをモチーフ。

日本製紙クレインズ
- ゲット - タンチョウヅルをモチーフ。

札幌ポラリス（現札幌ホッケークラブ）
- ポール - ホッキョクグマをモチーフ。

ひがし北海道クレインズ
- クレまる - 鳥がモチーフ。2023年3月2日に名前が決定した[294]。

## 卓球

### Tリーグ

#### 男子
T.T彩たま
- 卓之新球座衛門&パンアモーレモーエパンデゾーロ - パンダをモチーフ。

木下マイスター東京
- マイスケ - サイチョウをモチーフ。

岡山リベッツ
鬼をモチーフ。愛称不明。
琉球アスティーダ
- てぃーだくん - 太陽をモチーフ。

#### 女子
木下アビエル神奈川
- えるる - ナンヨウショウビンをモチーフ。

トップおとめピンポンズ名古屋
- タマタマ - 三毛猫をモチーフ。

日本生命レッドエルフ
妖精をモチーフ。愛称不明。
日本ペイントマレッツ
- マレットちゃん - 大黒天をモチーフ。

### その他
スリッパ温泉卓球
- ぬくいずみ部長（嬉野温泉） - “ぬくいずみ”は“温泉”の訓読み

## 陸上競技
- アスリオン（日本陸上競技連盟）
- ラビィ、ラビタ、トコト、モキ、ティア、バウ、チーコ、ゴーゴー（東京マラソン）
- マラソンはばタン（神戸マラソン）
- ちっかーず（とくしまマラソン）
- なはっぴー（NAHAマラソン）
- フリート・セロー（デンソー女子陸上長距離部）

### IAAF世界陸上競技選手権大会
- 黄金超人・ゴールデンアスリート（TBS世界陸上）
- アスリスター（IAAF世界陸上1991年東京大会）
- ラニー（IAAF世界陸上1993年シュトゥットガルト大会）
- カロ（IAAF世界陸上1995年イェーテボリ大会）
- ヒラルディージャ（IAAF世界陸上1999年セビリア大会）
- トラッカー&フィールダー（IAAF世界陸上2001年エドモントン大会）
- フィンディ（IAAF世界陸上2005年ヘルシンキ大会）
- トラッフィー（IAAF世界陸上2007年大阪大会）
- ベルリーノ（IAAF世界陸上2009年ベルリン大会）
- サルビ（IAAF世界陸上2011年大邱大会）
- ルンポ（IAAF世界陸上2013年モスクワ大会）
- 燕児（IAAF世界陸上2015年北京大会）
- ヒーロー・ザ・ヘッジホッグ（IAAF世界陸上2017年ロンドン大会）
- ファラハ（IAAF世界陸上2019年ドーハ大会）

## 公営競技

### 競馬
JRA
- ターフィー - 2004年、JRA50周年を期にサンリオがデザインした2代目のターフィーとなった。

中京競馬場
- ペガスター

ばんえい競馬
- リッキー[295]

ホッカイドウ競馬
- ホクトくん[296]
- ナナセちゃん[296]

岩手競馬
- ハヤテ[297] - 手塚治虫デザイン[298]。

大井競馬場
- うまたせ君[299] - 以前テレビCMで舘ひろしが声優をしていた。
- ウマタセーヌ[300]

川崎競馬場
- カツマルくん[301]

船橋競馬場
- キャロッタ[302]
- キャロッペ [302]

浦和競馬場
- ウラワール[303]

名古屋競馬
- あたるくん、かけるくん、ゆめちゃん - 3頭合わせて「758ドリームゲッターズ」。2005年、一般公募によりキャラクター名を決定[304]。
- シャチウマくん[305]

笠松競馬場
- マックルくん[296]

金沢競馬場
- ハッピーくん[297]

園田競馬場
- そのたん[306]

姫路競馬場
- ひめたん[306]

福山競馬場
- フッキーくん - 2013年開催廃止

高知競馬場
- ババ丸[307]
- ま子

佐賀競馬場
- パッカル[307][308]

荒尾競馬場
- 若葉ちゃん、くれはちゃん、おじいちゃん - 2011年開催廃止

### 競艇
- ドラキリュウ・桐生忠太（桐生競艇場）（前者はアクアンNight時のキャラクター、後者は昼間レースでのキャラクター）
- ウインビー・ウインク（戸田競艇場）
- ラリーとバディ(ラリーズ)（江戸川競艇場）
- ピースター（平和島競艇場）
- ウェイキー・リップル、静波まつり（多摩川競艇場）
- スワッキー（浜名湖競艇場）
- トトまる（蒲郡競艇場）
- トコタン（常滑競艇場）
- ツッキー（津競艇場）
- カニ坊（三国競艇場）
- ビナちゃん（びわこ競艇場）
- ジャンピー（住之江競艇場）
- センプル・ピンクル・ブルタン（尼崎競艇場）
- なるちゃん（鳴門競艇場）
- スマイルくん、蒼月まるる（丸亀競艇場）
- ガァーコ（児島競艇場）
- モン太（宮島競艇場）
- すなっち（徳山競艇場）
- シーボー・シーモ（下関競艇場）
- こひめちゃん（若松競艇場）
- アシ夢（芦屋競艇場）
- ペラ坊（福岡競艇場）
- か・らっキー（唐津競艇場）
- ターンマーク坊や（大村競艇場）

### 競輪
- りんりん（函館競輪場）
- うとう君・もりんちゃん（青森競輪場）
- リュウ君（いわき平競輪場）
- スピーディア（弥彦競輪場）
- チャメット君、まえばしめぐみ（前橋競輪場）
- りんたろう 、砦の森のバンク（バンク、ジャン、カント）（取手競輪場）
- みやかめくん、らいりん（宇都宮競輪場）
- さい☆ボーグ（西武園競輪場）
- 昇竜くん（大宮競輪場）
- ジャン太（京王閣競輪場）
- マッピー（松戸競輪場）
- ライモン君（千葉競輪場） - 2017年開催廃止、後継のTIPSTAR DOME CHIBAには2023年現在マスコットは存在しない
- Lucky花月くん（花月園競輪場） - 2010年開催廃止
- 九ちゃん（川崎競輪場）
- ウインディ・てやんでぃ・サンディ（平塚競輪場）
- 輪太郎くん・輪花ちゃん（小田原競輪場）
- ミカリン（伊東温泉競輪場）
- レーサーパンダ、ヴィッキー（静岡競輪場）
- きらりん（一宮競輪場）- 2014年3月開催廃止
- くるくる（名古屋競輪場）
- うーたん（岐阜競輪場）
- カキじゃん（大垣競輪場）
- リンリン（豊橋競輪場）
- ライちゃん（富山競輪場）
- マック（松阪競輪場）
- フォーリン、泗水美海（四日市競輪場）
- リークル（福井競輪場）
- ビッシー（大津びわこ競輪場）- 2011年3月開催廃止
- 飛天ちゃん（奈良競輪場）
- ムコリンムッチー（京都向日町競輪場）
- わかちゃん（和歌山競輪場）
- チャリオン（岸和田競輪場）
- キックル君（甲子園競輪場）- 2002年開催廃止
- ニックル君（西宮競輪場）- 2002年開催廃止
- ガッツ玉ちゃん（玉野競輪場）
- ケイリンぼうや（広島競輪場）
- ホープくん（防府競輪場）
- チータカちゃん（高松競輪場）
- 銭形くん（観音寺競輪場） - 2012年3月開催廃止。旧観音寺市（合併前）のマスコットに『昇格』。
- ポンスター（小松島競輪場）
- 坊っちゃりん（松山競輪場）
- クーリン、真夜りん（高知競輪場）
- かねりん（小倉競輪場）
- トッピー君（久留米競輪場）
- たけ丸（武雄競輪場）
- トップ君・ウィンちゃん、九十九島凪海・九十九島ナジョ・九十九島輪（佐世保競輪場）
- ゆー坊（別府競輪場）
- ファイ太くん（熊本競輪場）

### オートレース
- キラットくん（伊勢崎オートレース場）
- Gackt（川口オートレース場）

## プロレス
- ジッピー（新日本プロレス） - モチーフはライオン。仮ネームは「栄介Jr」でファン投票に名前が決定。由来は同団体最高位権威である「IWGP」より。
- ジェープ（全日本プロレス） - モチーフはトラ。テレビ番組「いらこん」にて募集された。名前はJAPANのJとpro wrestlingのP。
- 武藤ベアー（WRESTLE-1） - モチーフはクマ。武藤敬司をクマに見立てたキャラで、武藤の全日本からWRESTLE-1への移籍と同時に移籍。
- デスかも（大日本プロレス） - モチーフはカモ。神奈川県横浜市緑区鴨居で生まれた。
- アイスリボンヌ（アイスリボン） - テレビに手足が生えたようなキャラクター。着ぐるみはない。
- 朱雀（シアタープロレス花鳥風月） - モチーフは朱雀。特撮ヒーロー然とした出で立ちである。

## 競技大会

### 近代オリンピック

#### 夏季オリンピック
- ワルディ（1972年ミュンヘンオリンピック）
- アミク（1976年モントリオールオリンピック）
- ミーシャ（1980年モスクワオリンピック）
- イーグルサム（1984年ロサンゼルスオリンピック）
- ホドリ（1988年ソウルオリンピック）
- コビー（1992年バルセロナオリンピック）
- イジー（1996年アトランタオリンピック）
- シド、オリー、ミリー（2000年シドニーオリンピック）
- アティナ、フィボス（2004年アテネオリンピック）
- 福娃（フーワー） - ベイベイ、ジンジン、フアンフアン、インイン、ニーニー（2008年北京オリンピック）
- ウェンロック（2012年ロンドンオリンピック）
- ビニシウス（2016年リオデジャネイロオリンピック）
- ミライトワ（2020年東京オリンピック）

#### 冬季オリンピック
- スノーマン（1976年インスブルックオリンピック）
- ロニ（1980年レークプラシッドオリンピック）
- ブチコ（1984年サラエボオリンピック）
- ハウディ、ハイディ（1988年カルガリーオリンピック）
- マジーク（1992年アルベールビルオリンピック）
- ハーコン、クリスティン（1994年リレハンメルオリンピック）
- スノーレッツ（スッキー、ノッキー、レッキー、ツッキー）（1998年長野オリンピック）
- パウダー、カッパー、コール（2002年ソルトレークシティオリンピック）
- ネーヴェ、グリッツ（2006年トリノオリンピック）
- クワッチー、ミガ、スミ（2010年バンクーバーオリンピック）
- ポーラーベア、ヘア、レパード（2014年ソチオリンピック）
- スホラン（2018年平昌オリンピック）
- ビンドゥンドゥン (2022年北京オリンピック)

### ワールドゲームズ
- ナミー、ハギー（ワールドゲームズ2001/秋田） - モチーフはなまはげ。現在は秋田信用金庫のマスコットキャラクター。
- オールウィン（ワールドゲームズ2005/デュースブルク）
- 高妹、雄哥（ワールドゲームズ2009/高雄）
- BICHOFUÉ（ワールドゲームズ2013/カリ）
- ヘンゼルとグレーテル（ワールドゲームズ2017/ワルシャワ）

### ユニバーシアード

#### 夏季ユニバーシアード
- ユニタン（1985年夏季ユニバーシアード/神戸）
- ザギー（1987年夏季ユニバーシアード/ザグレブ）
- カパプー（1995年夏季ユニバーシアード/福岡）
- Srba（2009年夏季ユニバーシアード/ベオグラード）
- ユーユー（2011年夏季ユニバーシアード/深圳）
- ユニ（2013年夏季ユニバーシアード/カザン）
- ヌリビ（2015年夏季ユニバーシアード/光州）
- 熊讚Bravo（2017年夏季ユニバーシアード/台北）

#### 冬季ユニバーシアード
- 冬冬（2009年冬季ユニバーシアード/ハルビン）
- Sunkar（2017年冬季ユニバーシアード/アルマトイ）

### アジア競技大会

#### アジア夏季競技大会
- ポッポとクック（1994年アジア競技大会/広島）
- チャーン・チャイヨー（1998年アジア競技大会/バンコク）
- ドゥリア（2002年アジア競技大会/釜山）
- オリー（2006年アジア競技大会/ドーハ）
- 祥和如意楽羊羊（2010年アジア競技大会/広州）
- ピチュオン、パラメ、チュムロ（2014年アジア競技大会/仁川）
- ビンビン、イカ、アトゥン（2018年アジア競技大会/ジャカルタ）

#### アジア冬季競技大会
- ウィン太（2003年アジア冬季競技大会/青森）
- ルル（2007年アジア冬季競技大会/長春）
- （ユキヒョウ）（2011年アジア冬季競技大会/アルマトイ）
- エゾモン（2017年アジア冬季競技大会/札幌・帯広）

#### アジアインドアゲームズ
- ヘイとハ（2005年アジアインドアゲームズ/バンコク）
- メイメイ（2007年アジアインドアゲームズ/マカオ）

### 東アジア競技大会
- 東仔、亞妹（2009年東アジア競技大会/香港）
- 津津、東東（2013年東アジア競技大会/天津）

### 国民体育大会
- 名前なし（カモシカをモチーフ・1975年三重国体） - 国体初のキャラクター。登場当初はペットマークと呼称
- 名前なし（ライチョウをモチーフ・1978年長野やまびこ国体）
- 名前なし（コシジロヤマドリをモチーフ・1979年日本のふるさと宮崎国体）
- ぐんまちゃん（初代）（1983年群馬あかぎ国体） - 名前が初めて付けられたキャラクター。馬をデザインしたもの
- やまとくん（1984年奈良わかくさ国体）
- わかとりくん、わかこちゃん（1985年わかとり国体）
- ふじくん（1986年山梨かいじ国体） - 現在は山梨県警のシンボルマスコット
- クイクイ（1987年沖縄海邦国体）
- 未来くん（1988年京都国体） - 現在は府民運動のマスコット
- フロンティア（1989年北海道はまなす国体）
- フッくん（1990年福岡とびうめ国体）
- げんき（1991年石川国体） - 資料により「元気」「げんきくん」にもなっている
- たいきくん（1992年べにばな国体） - 国体終了後お役御免となっていたが近年のゆるキャラブームにより再登板。「むひょこちゃん（妻）」「じゅっきーくん（長男）」の家族持ちになっている
- オリーブくん（香川県側）、すだちくん（徳島県側）（1993年東四国国体） - すだちくんは現在徳島県のマスコットキャラクター
- シャッチー（1994年愛知わかしゃち国体）
- キビタン（1995年ふくしま国体） - 現在は福島県のマスコットキャラクター
- 咲ちゃん（1996年ひろしま国体） - 国体開催当時製作された「やき餅咲ちゃん」が現在もにしき堂で販売されており、事実上同社の銘菓キャラクターになっている
- モッピー（1997年なみはや国体） - 国体終了後大阪府生涯スポーツ振興のマスコットキャラクターを経て、現在は大阪府の公式キャラクターとして「もずやん」に改名。国体マスコット経験があり改名が行なわれた唯一のキャラクター
- かなべえ（1998年かながわ・ゆめ国体） - 宮崎駿デザイン
- ひのっこ（1999年くまもと未来国体） - ヒックル・モックル・ミックルのトリオとして活躍
- 時丸、風丸（2000年とやま国体）
- ケヤッキー（2001年新世紀・みやぎ国体） - 現在は個人が宮城県をPRする企画のマスコットキャラクター
- くろしおくん（2002年よさこい高知国体） - 現在は高知県のマスコットキャラクター
- ふじっぴー（2003年NEW!!わかふじ国体） - 現在は静岡県のマスコットキャラクター
- コバトン（2004年彩の国まごころ国体） - 現在は埼玉県のマスコットキャラクター
- ももっち（2005年晴れの国おかやま国体） - 現在は岡山県のマスコットキャラクター
- はばタン（2006年のじぎく兵庫国体） - 現在は兵庫県のマスコットキャラクター
- スギッチ（2007年秋田わか杉国体） - 大会終了後は秋田県のマスコットキャラクターだったが、著作権者の意向により県で使用できなくなったため、契約が切れる2017年11月29日をもって引退し2015年デビューの「んだッチ」に交代
- めじろん（2008年チャレンジ!おおいた国体） - 現在は大分県応援団"鳥"
- トッキッキ（とっぴー＆きっぴー）（2009年トキめき新潟国体） - 現在は新潟県の宣伝マスコットキャラクター
- チーバくん（2010年ゆめ半島千葉国体） - 現在は千葉県のマスコットキャラクター
- ちょるる（2011年おいでませ!山口国体） - 現在は山口県の観光PRキャラクター（おいでませ！山口観光宣伝部長）
- ミナモ（2012年ぎふ清流国体） - 現在は岐阜県のマスコットキャラクター
- ゆりーと（2013年スポーツ祭東京2013） - 現在は東京都のスポーツ推進大使
- がんばくん、らんばちゃん（2014年長崎がんばらんば国体） - 現在は長崎県のマスコットキャラクター
- きいちゃん（2015年紀の国わかやま国体） - 現在は和歌山県のPRキャラクター
- わんこきょうだい（2016年希望郷いわて国体） - 元は2008年から2010年に行われた「いわて・平泉観光キャンペーン」のキャラクター。わんこそば等の椀がモチーフ
- みきゃん（2017年愛顔つなぐえひめ国体） - 国体開催以前の2011年より愛媛県のイメージアップキャラクターとして活動中
- はぴりゅう（2018年福井しあわせ元気国体）
- いばラッキー（2019年いきいき茨城ゆめ国体）
- ぐりぶーファミリー（2020年燃ゆる感動かごしま国体） - 国体開催以前より鹿児島県のマスコットキャラクターとして活動中
- とこまる（2021年三重とこわか国体） - 現在はみえスポーツ応援マスコットとして活動している[309]
- とちまるくん（2022年いちご一会とちぎ国体） - 2011年の全国スポーツ・レクリエーション祭で登場した栃木県のマスコットキャラクターが兼務
- アップリート君（2026年青の煌めきあおもり国スポ） - 全国スポーツレクリエーション祭「スポレクあおもり2007」のマスコットを起用
- みやざき犬（2027年日本のひなた宮崎国スポ） - 宮崎県シンボルキャラクターが兼務[310][311]
- アルクマ（2028年信州やまなみ国スポ） - 信州デスティネーションキャンペーンのマスコットキャラクターとして登場。現在は長野県のマスコットキャラクターとして活動している[312][313]

### 全国スポーツ・レクリエーション祭
- ゆうまちゃん（1996年、群馬県、県マスコットが兼務。後に2代目「ぐんまちゃん」に改称）
- シーサーくん（1997年、沖縄県）
- スポッキーちゃん（1998年、岐阜県）
- アイミー（2001年、三重県）[314][315]
- アービー（2002年、広島県）
- オリピー（2003年、香川県）
- リュウリュウ（2004年、福井県）
- きじ丸（2005年、岩手県）
- トリピー（2006年、鳥取県、県マスコットが兼務）
- アップリート君（2007年、青森県。現在は県スポーツ振興マスコット）
- キャッフィー（2008年、滋賀県、県スポーツ振興マスコットへ）
- ザッキー（2009年、宮崎県）
- きときと君（2010年、富山県）
- とちまるくん（2011年、栃木県、現在は栃木県のマスコットキャラクター）

### その他の大会
- ゆうまちゃん（1994年ゆうあいピック群馬大会） - 1996年のスポレク群馬'96・2004年のねんりんピックぐんまでも再登場。現在は群馬県のマスコットキャラクター・ぐんまちゃんとして活躍。
- パプ〜カ（パンパシフィック水泳選手権） - 日本開催において共通して使用される。
- ピタリ（1995年世界体操競技選手権）
- ジムくん（2011年世界体操競技選手権）
- カーリン（2007年世界女子カーリング選手権大会）
- ハッスル黄門（ねんりんピック茨城2007、国民文化祭いばらき2008マスコット）
- ウイニンくん（全国高等学校総合体育大会）
- ノルッキー（2007年ノルディックスキー世界選手権札幌大会）

## 大学

### アメリカ合衆国
- トラベラー - 南カリフォルニア大学（USC）バーシティチームのマスコット。現在は二代目のトラベラー（英語版）。USCトロージャンズ#マスコットの項を参照。
- ジョー・ブルーイン、ジョセフィーヌ・ブルーイン - カリフォルニア大学ロサンゼルス校（UCLA）バーシティチームのマスコット（英語版）。

### 日本
- コズミくん - 筑波大学アスレチックデパートメントのマスコット。

## その他のスポーツ
- ブラミー&ヴィト（全日本スキー連盟）
- ぱちゃぽ（日本水泳連盟）- 元々は2001年世界水泳選手権のマスコットだった。
- ハッキヨイ!せきトリくん（日本相撲協会）
- ショーブくん（川崎新田ボクシングジム）
- Jキャット（J-NETWORK）
- いのべー（ジャパン・キックボクシング・イノベーション）
- カパル（公益財団法人 志木市文化スポーツ振興公社）
- ライトくん（宇都宮ブリッツェン）
- もみたまボーイ（ヴィクトワール広島）

## スポーツ施設
- くらやん（大倉山ジャンプ競技場）[316]
- ちゅー太くん、ちゅー花ちゃん（札幌市中央体育館）
- トスタくん（豊田スタジアム）[317]
- 2015年3月時点で名前なし（伊吹山麓青少年総合体育館）[318]
- マイマイ（大阪市中央体育館）[319]
- おさプー（大阪プール）
- 金やん（金岡公園体育館）[320]
- サヤ・マスベル、トコ・ロ・ザワーヌ、イル・マスベッタ、サヤ・マスベーロ、サヤ・マスベリーナ（狭山スキー場）